# Дрогба, Дидье
Дидье́ Ив Дрогба́ Тебили́ (фр. Didier Yves Drogba Tébily; французское произношение: [didje dʁɔɡba]; род. 11 марта 1978, Абиджан) — ивуарийский футболист, игравший на позиции нападающего. Наиболее известен по своим выступлениям в составе английского «Челси». Считается одним из лучших игроков в истории этого клуба. Бывший капитан и лучший бомбардир в истории сборной Кот-д’Ивуара.
В юные годы Дрогба переехал из Кот-д’Ивуара во Францию. Прошёл через академии нескольких французских клубов, после чего оказался в «Ле-Мане». Именно с этим клубом Дрогба подписал первый профессиональный контракт и в 1999 году дебютировал во втором дивизионе чемпионата Франции. В дальнейшем провёл по сезону в клубах «Генгам» и «Олимпик Марсель». С «Марселем» дошёл до финала Кубка УЕФА и стал третьим в списке лучших бомбардиров чемпионата Франции в сезоне 2003/04 года. После этого Дидье перешёл в английский клуб «Челси». В дебютном сезоне в составе «синих» ивуариец помог своей команде выиграть первый за 50 лет чемпионский титул высшего английского дивизиона. В 2007 и 2010 годах Дрогба становился лучшим бомбардиром Премьер-лиги. В марте 2012 года стал первым африканским игроком, забившим 100 голов в Премьер-лиге. В том же году он забил единственный мяч своей команды в финале Лиги чемпионов, а также реализовал в нём решающий пенальти. После этого покинул английский клуб и провёл два года в китайском «Шанхай Шэньхуа» и турецком «Галатасарае», а в июле 2014 года вернулся обратно в «Челси». В 2015 году Дрогба присоединился к канадскому клубу «Монреаль Импакт», в 2017 году стал игроком и совладельцем американского «Финикс Райзинг». Год спустя, в возрасте 40 лет завершил карьеру футболиста.
Являлся игроком национальной сборной Кот-д’Ивуара с 2002 по 2014 год, за это время в 105 матчах ему удалось 65 раз поразить ворота соперника — этот результат стал лучшим в истории ивуарийской сборной. На ЧМ-2006 забил первый гол сборной Кот-д’Ивуара на чемпионатах мира. Выступил и на мундиалях в 2010 и 2014 году. Также Дрогба участвовал в финалах Кубка африканских наций в 2006 и 2012 году, однако в обоих случаях не смог одержать победу со своей командой и получал серебряные медали. 8 августа 2014 года объявил о завершении карьеры в сборной.
Помимо футбола Дидье Дрогба известен и своей благотворительной деятельностью. В 2007 году он был назначен послом доброй воли по программе развития ООН. В 2011 году Дидье был награждён премией «Гуманность вне спорта» за участие в движении по завершению гражданской войны в Кот-д’Ивуаре, а также создание собственного благотворительного фонда, который оказывает финансовую и материальную помощь в здравоохранении и образовании народов Африки. В 2020 году он стал обладателем Награды президента УЕФА. Также Дрогба включался в список 100 наиболее влиятельных людей мира по версии журнала Time.

## Ранние годы
Дидье Дрогба родился 11 марта 1978 года в городе Абиджане, который находится на южном побережье Кот-д’Ивуара. Его семья была среднего достатка. Отец Дидье, Альберт, работал в крупном банке в Абиджане, мать Клотильда на момент рождения сына заканчивала своё обучение и тоже намеревалась устроиться на работу в банк. В детстве мама Дидье называла его «Тито», в честь президента Югославии — Иосипа Броза Тито, которым она восхищалась. Дидье — самый старший ребёнок в своей семье, у него есть две сестры и три брата. Дрогба полюбил футбол с самого детства, он часто играл в него с самого раннего возраста. Его кумиром был футболист Диего Марадона. Дядя Дрогба, Мишель Гоба, был профессиональным футболистом и жил во Франции. Иногда он возвращался в Кот-д’Ивуар, чтобы навестить семью, в том числе и молодого Дидье. Дрогба идеализировал своего дядю, хотел подражать ему, из-за чего однажды попросился поехать с ним во Францию, и родители, которые хотели для своего сына лучшего будущего, дали своё согласие на его переезд. На тот момент ему было лишь пять лет, подобная смена обстановки в таком возрасте, по собственному признанию Дрогба, сильно отразилась на его характере. Первым французским городом, в котором он поселился, стал Брест, в клубе из этого города в тот момент играл его дядя. Дидье не надо было учить французский язык, так как он был для него родным. В своём классе в школе Дрогба был единственным чернокожим ребёнком, из-за чего ему было сложно строить отношения с одноклассниками, которые относились к нему негативно из-за другого цвета кожи. Осложняли ситуацию и частые переезды Дидье вместе со своим дядей в другие французские города, так как Мишель нередко менял клубы. Из-за этих перемен Дрогба был вынужден раз за разом переходить в новую школу и начинать адаптацию к новым одноклассникам с нуля. Вскоре после его переезда во Францию дядя Мишель и его жена начали оформлять официальное опекунство над Дидье, однако данная процедура заняла длительное время, из-за чего после истечения срока для оформления документов ему нельзя было оставаться в стране. В связи с этим после двух лет во Франции Дрогба вернулся обратно к родителям в Кот-д’Ивуар. В выпущенной позже автобиографии Дрогба рассказал, что был рад вернуться к родителям, так как часто скучал по ним.
Спустя год после возвращения Дидье на родину его дядя оформил необходимые документы для опекунства, и он вернулся во Францию. В 1987 году, в возрасте девяти лет, Дрогба впервые записали в академию футбольного клуба. Им стал «Дюнкерк», за основной состав которого в тот момент выступал дядя. Мишель учил молодого Дидье многим футбольным навыкам, именно пример дяди оказал на него большое влияние в плане футбольных умений, Дидье, в частности, по ходу взросления стал играть на той же позиции — нападающего. В следующие несколько лет из-за переездов в другие города Дрогба играл в академиях таких футбольных команд как «Абвиль», «Туркуэн» и «Ванн». Впоследствии его семья из-за экономической нестабильности в Кот-д’Ивуаре тоже эмигрировала во Францию, поселившись в пригороде Парижа, Леваллуа-Перре, где родители Дидье смогли арендовать небольшое помещение. Из-за того, что за восемь лет во Франции Дрогба шесть раз переезжал в другие города, наилучшим решением для него на тот момент было остаться со своими опекунами, как минимум на первое время после приезда родителей. Отец не одобрял желания Дидье стать профессиональным футболистом. Он считал, что спорт отвлекает его от учёбы в школе, после начала тренировок его успеваемость ухудшилась, из-за чего Дрогба даже один раз оставался на второй год. Дидье пообещал отцу, что исправит свои результаты в учёбе и в течение года не будет играть в футбол, что он в итоге и сделал. В дальнейшем Дрогба переехал от дяди к родителям, и после улучшения школьных оценок отец разрешил ему вновь начать занятия футболом. Дидье приняли в академию местного клуба — «Леваллуа». В составе этой команды Дрогба провёл следующие четыре года. Первоначально его использовали на позиции правого защитника, но позже, по совету дяди, он стал выступать на позиции центрального нападающего. Отец всё ещё не одобрял стремления Дидье стать футболистом. На этапе последних классов школьного обучения во Франции необходимо выбрать будущую специальность своей работы, и Дрогба, под давлением отца, выбрал профессию бухгалтера. Он сделал это из-за расписания занятий, которое позволяло ездить на тренировки «Леваллуа». Спустя годы выступлений в молодёжном составе «Леваллуа» Дидье задумался о переходе на более высокий уровень, так как этот клуб выступал лишь на любительском уровне. Дядя договорился о просмотре Дрогба в «Ренне», но в итоге в эту команду он так и не перешёл. Вскоре после «Ренна» Дидье отправился на просмотр в «Генгам», однако уже на второй тренировке сломал пятую плюсневую кость, из-за чего вновь не смог перейти в профессиональную команду. Заинтересованность в ивуарийском футболисте выразила академия «Пари Сен-Жермен», но и в эту команду его переход не состоялся.

## Клубная карьера

### «Ле-Ман» и «Генгам»
После несостоявшихся переходов в клубы высшей лиги переманить Дрогба в свою академию выразил желание Марк Вестерлопп, тренер «Ле-Мана», выступавшего во втором французском дивизионе. Тренер хотел, чтобы Дидье в будущем заменил стареющего игрока основного состава, так как они были похожи по стилю своей игры. В 1997 году Дрогба стал игроком «Ле-Мана», он был зачислен в молодёжный состав этого клуба. В тот период Дидье заканчивал своё обучение на бухгалтера. В первое время в «Ле-Мане» Дрогба, по собственному признанию, впервые ощутил, что требуется от профессионального футболиста. У него были задатки, потенциал и определённые навыки, однако главным его недостатком в то время была физическая форма, на чём сказалась и недавно перенесённая травма плюсневой кости. Дрогба был не готов к ежедневным нагрузкам на тренировках. Несмотря на это, Вестерлопп верил в потенциал Дидье. Из-за изменившегося тренировочного режима и увеличившейся нагрузки Дрогба стал получать много травм, как мелкого характера, так и серьёзного, из-за этого ему приходилось пропускать многие месяцы, а иногда такой период доходил и до полугода. Уже в октябре 1997 года, после нескольких месяцев нахождения в команде, Дидье вновь сломал плюсневую кость, но в этот раз на другой стопе. В конце того сезона ивуариец сломал лодыжку и малоберцовую кость, из-за чего у него возникли сомнения относительно своего будущего в футболе: «Ле-Ман» на тот момент не успел продлить с ним контракт, и перспектива его пролонгирования с травматичным игроком, получившим тяжёлое повреждение, выглядела туманной. Тем не менее контракт с Дидье в итоге всё-таки был продлён.
«Дидье потребовалось четыре года, чтобы привыкнуть к ежедневным тренировкам и играм каждую неделю. Я видел, что он пережил трудные времена, его семейная ситуация была сложной: он жил со своим дядей, затем с родителями. Ему понадобилось время, чтобы всё это переварить».
К началу своего второго сезона в «Ле-Мане» Дрогба возобновил тренировки, он был настроен на улучшение своей физической формы. Вскоре он начал играть за второй состав команды и забивать голы, а однажды был включён в первый состав, однако на поле тогда Дидье не вышел, оставшись на скамейке запасных. В дальнейшем он всё же дебютировал за «Ле-Ман» в том сезоне, это произошло в самом его конце — 22 мая 1999 года в игре с «Канном». После этого Дидье также предложили подписать первый профессиональный контракт с клубом. На тот момент ему был уже 21 год — это серьёзный возраст для начинающего игрока по футбольным меркам, однако в Дрогба продолжал верить тренер Вестерлопп, он хотел дать ему шанс в основном составе. В то время у Дидье появился и первый агент — Пап Диуф. В своём первом сезоне в основной команде «Ле-Мана» Дрогба забил семь голов в 30 играх, однако при этом вновь сломал малоберцовую кость. С его травмой совпало и ухудшение результатов клуба в начале сезона 2000/01 года, из-за чего тренер Вестерлопп был уволен. Ему на замену был назначен Тьерри Гуде. С новым тренером у Дрогба отношения не сложились, из-за чего он предпочитал использовать на позиции нападающего Даниеля Кузена. Дрогба стал часто оставаться на скамейке запасных.
Зимой 2002 года в трансфере Дрогба выразил заинтересованность клуб высшей лиги Франции «Генгам», который искал игрока на позицию нападающего. «Ле-Ман» не хотел отпускать Дидье, но следующим летом у него заканчивался контракт, что позволило бы ему покинуть клуб бесплатно. Чтобы не терять деньги, «Ле-Ман» согласился отпустить Дрогба. За его трансфер было заплачено 80 000 фунтов. Уже через несколько дней после перехода Дидье был включён в заявку своей новой команды на матч с «Мецем», так как его рассчитывали сделать основным форвардом в составе. 30 января 2002 года Дрогба вышел на поле в том матче, в нём же ему удалось и забить свой первый гол за «Генгам», сама игра оказалась для команды Дидье победной — 4:2. Несмотря на гол в дебютном матче, в течение оставшейся части того сезона ивуариец редко отличался забитыми голами. «Генгам» до последних туров чемпионата Франции боролся за возможность остаться в высшей лиге, чего эта команда в итоге и смогла добиться. Сам Дрогба отмечал, что в «Генгаме» ему больше всех помогал адаптироваться партнёр по команде Флоран Малуда, с которым он хорошо сдружился, а также вновь выступал в одной команде по ходу дальнейшей карьеры. Сезон 2002/03 года сложился и для Дрогба, и для команды более успешно. Дидье забил 17 голов в 34 матчах французской лиги, а «Генгам» завершил сезон в верхней части таблицы чемпионата. Дрогба оказался на третьей строчке в списке лучших бомбардиров того розыгрыша Лиги 1, более лучший результат смогли показать только Педру Паулета и Шабани Нонда. После успешного сезона выкупить Дрогба захотели ведущие клубы Франции — «Олимпик Лион» и «Олимпик Марсель». Он всю жизнь был болельщиком «Марселя», а также был польщён заинтересованностью в нём главного тренера этой команды Алена Перрена, из-за чего принял решение перейти именно в «Марсель».

### «Олимпик Марсель»
«Марсель» заплатил за Дидье Дрогба шесть миллионов евро. В новом клубе ему удалось быстро адаптироваться и приспособиться к новым партнёрам по команде, отношения с тренером Перреном тоже были положительными. Дрогба играл в паре с египетским нападающим Мидо и с первых предсезонных матчей начал забивать голы. Уже в первой игре чемпионата Франции сезона 2003/04 года «Марсель» встречался с бывшей командой Дидье — «Генгамом». Он не смог забить в ворота этого клуба ни одного мяча, несмотря на тёплое приветствие бывших партнёров и болельщиков. Свой первый гол в составе «Марселя» Дрогба забил в августе 2003 года, в выездном матче против «Ланса». Впоследствии «Марселю» удалось обыграть венскую «Аустрию» в квалификационном раунде Лиги чемпионов УЕФА 2003/04 года, что позволило французскому клубу выйти в групповой этап этого турнира. 16 сентября 2003 года Дрогба провёл свою первую игру в групповой стадии Лиги чемпионов, тогда он вышел на поле в поединке с мадридским «Реалом». В том матче Дидье смог забить и свой первый гол, который стал первым и в самой встрече, однако в итоге «Марсель» упустил победу (2:4). Одним из двух других соперников «Марселя» в группе стал «Порту», который тренировал Жозе Моуринью, этого специалиста привлекала игра Дидье. После первой игры в группе между французским и португальским клубом Дрогба впервые пообщался с Моуринью, который сказал, что в будущем обязательно подпишет Дидье в свой клуб, когда у него будет такая возможность. В целом тот сезон не стал удачным для «Марселя». По его ходу команда потеряла верхние позиции в Лиге 1, а в группе Лиги чемпионов заняла только третье место. Некоторые игроки в составе испытывали разногласия с главным тренером Перреном, и в команде не было лидера, способного уладить отношения в коллективе. Именно Дрогба в течение сезона взял на себя эту роль, что немного улучшило атмосферу среди игроков, однако Перрен зимой всё же был уволен. Под руководством нового тренера Жозе Аниго Дидье стал полноценным лидером команды, наряду с пришедшим зимой 2004 года вратарём Фабьеном Бартезом. После третьей позиции в группе Лиги чемпионов «Марсель» попал в Кубок УЕФА, выступление в этом турнире стало для команды более успешным. Не без помощи голов Дрогба «Марсель» смог выйти в финал турнира, где, однако, уступил победу испанской «Валенсии». За «Марсель» Дидье провёл только один сезон, свой последний матч в составе этой команды он сыграл против бывшего клуба — «Генгама». Отличиться голом во встрече с «Генгамом» ему снова не удалось. Во всех турнирах в сезоне 2003/04 года Дидье забил 32 гола. В списке бомбардиров Лиги 1 он занял третью строчку, уступив первую позицию Джибрилю Сиссе. За свою высокую результативность Дрогба был признан лучшим футболистом года во Франции по версии НСПФ. Одним из главных факторов своей успешной игры в том сезоне Дидье называл хорошую физическую форму, которую ему удалось набрать с помощью постоянных тренировок, а также работы с новыми личными физиотерапевтами.
В конце сезона Дидье продлил свой контракт с «Марселем». Несмотря на это, английский клуб «Челси», который летом 2004 года возглавил Жозе Моуринью, сделал крупное предложение о покупке Дрогба, которое «Марсель» принял. Сам Дидье не хотел покидать свою текущую команду, его устраивал и коллектив, и условия жизни во Франции, в то время как переезд в Англию не воспринимался рациональным решением. «Марсель» хотел выручить за Дрогба максимально возможную сумму денег, и клуб сомневался в том, что он продолжит играть на таком же уровне в следующих сезонах. Не увидев веры в себя со стороны руководства, Дидье поменял своё первоначальное решение и покинул команду.

### «Челси»
21 июля 2004 года Дрогба стал игроком «Челси», который заплатил за трансфер форварда 24 миллиона фунтов. Клуб «Леваллуа», в молодёжном составе которого Дрогба провёл четыре года, получил процент от его трансфера в «Челси», составляющий 600 000 фунтов. Эти деньги помогли клубу продолжить своё существование и улучшить стадион, который был позже переименован в честь ивуарийца. Главный тренер команды Моуринью подвергся критике после перехода Дрогба, журналисты считали, что за не особо известного широкому кругу зрителей нападающего из французского чемпионата заплатили слишком большую цену. В новом клубе он выбрал номер 15, в честь даты рождения своего сына, Айзека, так как номер 11, который Дидье носил в «Марселе» и предыдущих командах, был занят полузащитником Дэмьеном Даффом. На момент своего перехода Дрогба не знал английский язык, что стало проблемой в его первое время в Англии. Сразу после своего трансфера в «Челси» Дрогба нашёл общий язык с главным тренером Жозе Моуринью, сохранив с ним хорошие отношения даже после будущего ухода из команды. На положительном восприятии тренера сказались перемены в тренировочном процессе: Моуринью уделял огромное внимание развитию футбольных навыков, не акцентируя тренировки лишь на увеличении выносливости, что отличало его от тех специалистов, с которыми ранее работал Дрогба. Подобный подход к тренировочному процессу нравился ивуарийцу.

#### Адаптация и первый трофей в карьере (2004—2006)
30 июля 2004 года он дебютировал в составе «Челси» в товарищеском матче против «Ромы»; Дидье вышел на поле после перерыва и забил гол, встреча завершилась победой английской команды со счётом 3:0. 16 августа Дрогба провёл свой первый официальный матч за «Челси», где его команда победила «Манчестер Юнайтед», а сам Дидье сделал голевую передачу, с которой Эйдур Гудьонсен забил единственный во встрече мяч. Первый гол в официальном матче за «синих» Дрогба забил в своей третьей игре за клуб, поразив ворота «Кристал Пэлас». Дидье, по собственному признанию, не сразу привык к силовому футболу, в который играли многие английские команды, а также к высокой скорости игры в целом и частой периодичности матчей. Ему потребовалось время на адаптацию к подобной манере выступлений. В частности, именно из-за этого свой следующий гол в составе «Челси» он забил лишь спустя месяц после первого мяча. В негативном отношении на его адаптации отразилась и операция на паховых мышцах, из-за которой Дрогба пропустил несколько недель, а также неудовлетворительный моральный дух, так как Дидье всё ещё был расстроен из-за того, что его вынудили покинуть «Марсель». В 1/8 финала Лиги чемпионов 2004/05 года против «Барселоны» Дрогба после столкновения с голкипером Виктором Вальдесом получил красную карточку от арбитра Андерса Фриска. На тот момент «Челси» выигрывал 1:0, но после инцидента с Дрогба испанский клуб смог одержать победу — 2:1. Удаление Дидье в том матче вызвало непонимание как со стороны части болельщиков, так и тренера «Челси» Моуринью. Судья после той игры начал получать угрозы убийства, в связи с чем он отказался от работы на ответном матче между «Барселоной» и «Челси», который «синие» смогли выиграть и по сумме счёта 5:4 за две игры пройти дальше. «Челси» впоследствии удалось выйти в финал Кубка Футбольной лиги. Этот матч был проведён в конце февраля 2005 года, в нём «синие» в дополнительное время одержали победу над «Ливерпулем» (3:2). Второй гол «Челси» в той игре забил сам Дидье, а выигранный кубок стал первым трофеем в его карьере. На протяжении большей части сезона 2004/05 года «синие» лидировали в Премьер-лиге, и в итоге завоевали чемпионский титул. Он стал первым для «Челси» после основания Премьер-лиги. Первый сезон в Англии не стал для Дидье слишком результативным — он забил 16 голов во всех турнирах. По ходу того сезона он стал лучше говорить на английском языке, а также сдружился с франкоговорящими партнёрами — Вильямом Галласом, Клодом Макелеле и Жереми Нжитапом.
Сезон 2005/06 года Дрогба начал с дубля в ворота лондонского «Арсенала» в матче за Суперкубок Англии, что принесло «Челси» очередной трофей. Перед началом того сезона Моуринью вернул в клуб нападающего Эрнана Креспо, который ранее находился в аренде в «Милане». Главный тренер создал конкуренцию за место в стартовом составе между Дрогба и Креспо, предпочитая использовать их поочерёдно, или же заменяя одного другим прямо по ходу игры. Несмотря на созданную между игроками конкуренцию, они смогли поладить друг с другом, но по ходу сезона постоянные замены друг друга не позволяли набрать необходимый ритм выступлений. В тот период «Челси» использовал схему с одним центральным нападающим, однако во второй половине сезона Моуринью стал регулярно использовать расстановку 4-4-2, что позволяло Дрогба выходить в нападении с первых минут в каждом матче. Появление второго игрока в атаке освободило его и от плотной опеки защитников команды противника. После этого Дидье стал регулярно забивать голы. Несмотря на это, «Челси» уже на стадии 1/8 финала покинул Лигу чемпионов 2005/06 года, а также уступил победу в третьем раунде Кубка Футбольной лиги клубу «Чарльтон Атлетик».
В марте 2006 года ивуариец подвергся критике из-за инцидентов в играх против «Фулхэма» и «Манчестер Сити». В обоих матчах Дрогба обвиняли в игре рукой, которой он помог себе обработать мяч, после чего забил гол в ворота противника. Также в игре с «Сити» его освистали болельщики за инцидент с Ричардом Данном: в пылу борьбы он попал своим пальцем Дидье в глаз, после чего ивуариец начал корчиться от боли, а болельщики приняли это за симулирование травмы, причём негативную реакцию выразили как фанаты «Манчестер Сити», так и «Челси». В послематчевом интервью Дрогба из-за всё ещё слабого знания языка сказал журналисту, что действительно симулировал тот эпизод (хотя симуляции, как он позже объяснил, не было), и английские СМИ распространили его ответ в негативном свете. После того эпизода Дрогба задумался об уходе из «Челси», в сомнениях относительно положительного будущего играли роль и установившиеся прохладные отношения с болельщиками, но в итоге игрок всё же решил продолжить свои выступления в составе «синих». В апреле «Челси» проиграл «Ливерпулю» в полуфинале Кубка Англии, в той игре Дрогба забил мяч, однако это не спасло «синих» от поражения 1:2. По окончании сезона «Челси» во второй раз подряд смог выиграть чемпионский титул. Защита чемпионства, как позже отмечал Дрогба, окончательно убедила его в том, что будущее ивуарийца связано именно с «Челси». Сам Дидье отличился 16 голами в сезоне, 12 из которых были забиты в Премьер-лиге, два — в Суперкубке Англии, а также по одному в Лиге чемпионов и Кубке Англии, он стал вторым бомбардиром команды после Фрэнка Лэмпарда.

#### Командный и индивидуальный успех (2006—2008)
Перед началом сезона 2006/07 года из команды ушёл Эрнан Креспо, однако в «Челси» был куплен другой нападающий — Андрей Шевченко. Моуринью вновь планировал иногда использовать двух игроков в нападении, из-за чего Дрогба должен был играть в паре с Шевченко. Как и в случае с Креспо, нападающие смогли поладить друг с другом, несмотря на то, что играли на одной позиции. Во время выступления на поле в паре ивуарийский и украинский нападающие смогли наладить хорошее взаимодействие. Тем летом команду также покинул Дэмьен Дафф, из-за чего Дрогба сменил свой номер с 15 на освободившийся 11. С самого начала сезона Дидье начал часто отличаться забитыми мячами: в течение первых пяти игр он ни разу не оставлял ворота соперника без своего гола. Несмотря на результативность Дрогба, «Челси» упустил победу в Премьер-лиге — «синие» заняли второе место, в то время как первым стал «Манчестер Юнайтед». Кубковые соревнования стали для клуба более успешными. В финале Кубка Футбольной лиги, куда «синим» удалось пробиться, соперником команды стал «Арсенал». После гола Тео Уолкотта в начале игры «канониры» вышли вперёд, однако впоследствии Дрогба смог сделать дубль, что закрепило итоговый счёт — 2:1 в пользу «Челси». Команде Дидье удалось пробиться и в финал Кубка Англии, где соперником выступил «Манчестер Юнайтед». Дрогба на последних минутах дополнительного времени забил единственный гол в той игре, что принесло «синим» второй трофей в сезоне. Забитый ивуарийцем мяч стал первым голом на новом стадионе «Уэмбли». Также Дрогба стал первым игроком, который забивал в победных финалах Кубка лиги и Кубка Англии в течение одного сезона. Всего же в том сезоне он забил 33 мяча во всех соревнованиях (больше, чем в двух предыдущих сезонах вместе взятых), из которых 20 были забиты в чемпионате Англии, благодаря чему Дидье стал лучшим бомбардиром этого турнира и впервые получил «Золотую бутсу» английской Премьер-лиги. В марте 2007 года он в первый раз получил звание лучшего футболиста года в Африке. За свои выступления в сезоне 2006/07 года Дрогба также был включён в символическую команду года по версии ПФА и занял второе место в номинации «Игрок года по версии футболистов ПФА», уступив только игроку «Манчестер Юнайтед» Криштиану Роналду. Позднее в интервью Дрогба рассказал, что появление сильного конкурента в лице Шевченко стало стимулом к улучшению своей игры. Также он отмечал, что после успешного сезона улучшились и его отношения с болельщиками.
Сезон 2007/08 года начался для команды не лучшим образом — в сентябре «Челси» провёл серию неудачных игр, из-за этого, а также возникших разногласий с владельцем команды Романом Абрамовичем, главный тренер Жозе Моуринью покинул «Челси». Уход Моуринью оказал сильное влияние на Дрогба, так как он в период совместной работы смог наладить очень хорошие отношения с этим специалистом. В последних матчах перед его увольнением Дидье отсутствовал на поле из-за травмы колена, и первую игру после восстановления он сыграл уже под руководством нового тренера — Аврама Гранта. В той самой игре Дидье получил две жёлтые карточки и впервые в карьере был удалён с поля в матче английской Премьер-лиги. В середине октября, после отъезда в свою национальную сборную, Дрогба дал интервью журналу France Football, в котором сказал, что не знает, останется ли в клубе на следующий сезон, подобную реакцию вызвал уход Моуринью с поста тренера. Впоследствии футболист выразил сожаления относительно сказанного и заявил о полной приверженности к «Челси», что положило конец различным слухам о его возможном уходе на дальнейшие годы. В декабре 2007 года Дрогба занял четвёртое место в голосовании на награду «Игрок года ФИФА». По возвращении с Кубка африканских наций в феврале 2008 года Дидье забил гол в финале Кубка лиги, однако это не спасло «Челси» от поражения со счётом 1:2, победителем стал другой клуб из Лондона — «Тоттенхэм Хотспур». Розыгрыш Кубка Англии тоже не стал победным для «синих»: после проигрыша в матче с «Барнсли» в марте «Челси» выбыл из этого турнира. В Премьер-лиге борьба за чемпионский титул продолжалась до самого последнего тура, но в итоге «синие» во второй раз подряд заняли только второе место. В том сезоне «Челси» также удалось выйти и в финал Лиги чемпионов, соперником в этом поединке стал «Манчестер Юнайтед».
За несколько дней до игры с «красными дьяволами» бабушка Дидье по материнской линии, с которой он был очень близок, попала в больницу, из-за чего он, по собственному признанию, не мог сосредоточиться на предстоящем финале как во время подготовки к нему, так и по ходу самого матча. Дрогба имел несколько возможностей забить гол, но в итоге этого не случилось, а сам он провёл не самый выразительный матч. К концу дополнительного времени после перепалки с Неманьей Видичем Дидье получил красную карточку и был удалён с поля. Он стал лишь вторым игроком в истории, который был удалён в финале Лиги чемпионов. После ничьи со счётом 1:1 «Челси» потерпел поражение в серии пенальти. Помощник главного тренера «синих» Хенк тен Кате позже сообщил, что именно Дрогба должен был бить решающий, пятый пенальти, однако в связи с его удалением удар совершил капитан команды Джон Терри, который поскользнулся при исполнении и в связи с этим не забил. Из-за этого «Челси» упустил возможность выиграть кубок, так как далее серия пенальти сложилась в пользу «Юнайтед». После того финала тренер Грант покинул свой пост.

#### Потеря места в составе и возвращение позиций (2008—2010)
Летом 2008 года Дрогба занимался восстановлением от травмы колена. Проблемы с коленом преследовали его ещё с прошлого сезона, в связи с чем в январе была проведена операция на мениске, но Дидье не мог тратить много времени по ходу чемпионата на полноценное оправление от операции, в связи с чем не восстановился до конца и с зимы до самого лета играл не в лучшей форме. Тем же летом на пост главного тренера был назначен Луис Фелипе Сколари. Новый тренер предпочитал использовать старые методы построения тренировочного процесса, в него вернулся основной упор на развитие выносливости, в то время как работе с мячом уделялось меньше времени. На таких тренировках Дидье не проявил лучших качеств, а также не справлялся с установленными нагрузками. В течение некоторого времени после прихода нового тренера стало понятно, что он намерен использовать в качестве основного нападающего не Дрогба, а Николя Анелька. Начало сезона 2008/09 года для «Челси» выдалось хорошим, но затем команда начала понемногу терять свои позиции в таблице английского чемпионата, Дрогба же из-за проблем с коленом и восстановления своей формы пропустил немало матчей в первой части сезона. Зимой 2009 года Сколари обозначил Дидье, что тот не входит в его планы, порекомендовав ему подыскать себе новую команду. Несмотря на отсутствие поддержки со стороны тренера, «Челси» не имел намерений продавать Дрогба. У Сколари впоследствии возникли конфликты с некоторыми игроками основного состава, и в феврале он был уволен. Исполняющим обязанности главного тренера стал Гус Хиддинк. Приход нового специалиста дал Дидье дополнительную мотивацию и энергию, улучшились и результаты всей команды. Дрогба получил шанс вновь закрепиться в основном составе и воспользовался им. «Челси» удалось добраться до полуфинала Лиги чемпионов, где соперником английской команды стала «Барселона». В первой игре этой стадии счёт остался неоткрытым, а во втором матче игроки «Челси» были сильно разочарованы решениями судьи Тома Хеннинга Эвребё, который в четырёх спорных случаях отказался назначать пенальти в ворота испанской команды. Гол Андреса Иньесты на последних минутах той игры установил окончательный результат встречи — 1:1, и по правилу выездного гола дальше прошла «Барселона». Дрогба не смог забить в этом матче, он был заменён в его концовке. В июне 2009 года УЕФА дисквалифицировала Дидье на шесть игр из-за высказанных оскорблений в адрес Эвребё. Помимо этого, в том сезоне «синие» дошли до финала Кубка Англии, в котором «Челси» предстояло сыграть против «Эвертона». В матче с «ирисками» Дрогба забил один из голов своей команды, чем помог «Челси» одержать победу со счётом 2:1 и выиграть очередной трофей.
Летом 2009 года временно исполняющий обязанности главного тренера Хиддинк покинул свой пост, постоянным тренером команды стал Карло Анчелотти. Новый тренер рассчитывал на Дидье как на игрока основного состава. Под его руководством Дрогба смог хорошо подготовиться к предстоящему сезону, восстановив силы и игровую форму, а также окончательно разобраться с болевыми ощущениями в травмированном ранее колене, что положительно повлияло на форму футболиста. В команде полностью восстановилась хорошая атмосфера. Дрогба считался одним из лидеров коллектива: он поддерживал хорошее настроение партнёров и обладал авторитетом, так как находился в клубе дольше многих игроков. В связи со всем этим «Челси» удалось удачно начать сезон 2009/10 года: сначала с завоевания очередного трофея — Суперкубка Англии, а затем и серии побед в Премьер-лиге. Дрогба образовал результативную связку с Анелька, и в первой части сезона Дидье смог отличиться забитым голом 18 раз за 21 матч. Мяч, который Дрогба забил 26 сентября 2009 года в игре с «Уиган Атлетик», стал для него 100-м в составе «Челси». В марте 2010 года «синие» проиграли оба матча с «Интернационале» в 1/8 финала Лиги чемпионов, из-за чего их выступление в этом турнире завершилось. Лондонский клуб смог успешно выступить в оставшихся соревнованиях — чемпионате Англии и Кубке Англии, в итоге выиграв оба этих турнира. В том сезоне «Челси» стал первой командой, забившей 100 голов в Премьер-лиге, а также семь и более мячей сразу в четырёх играх по ходу одного розыгрыша английского чемпионата. Это случилось не без серьёзного вклада Дидье: за свою высокую результативность он во второй раз в карьере получил «Золотую бутсу» Премьер-лиги. В самом последнем матче того розыгрыша против «Уиган Атлетик» Дидье сделал хет-трик и, тем самым, обогнал Уэйна Руни, с которым у них было равенство по забитым голам вплоть до последнего тура (по 26). В финале Кубка Англии против «Портсмута» именно Дрогба смог забить единственный гол в матче — он сделал это со штрафного удара, что принесло «Челси» очередной трофей. Таким образом, «синие» в сезоне 2009/10 года смогли впервые в своей истории сделать «золотой дубль». Сам Дидье за тот сезон забил 37 голов во всех соревнованиях, что на тот момент стало вторым результатом в истории «Челси». Он впервые был признан лучшим игроком года в клубе по версии болельщиков.

#### Сезон без титулов и победа в Лиге чемпионов (2010—2012)
Во время подготовки к чемпионату мира 2010 года Дрогба повредил правую руку, из-за чего был вынужден сделать операцию, чтобы всё-таки выступить на этом турнире в составе своей национальной сборной. После окончания того мундиаля Дидье сделал ещё одну операцию, на этот раз — с целью устранить грыжу, которая беспокоила его с 2004 года, а предыдущие попытки её убрать оказались безуспешными. Эти операции и участие в чемпионате мира сказалось на предсезонной подготовке Дрогба, он пропустил большую часть летних тренировок. Отсутствие хорошей подготовки к сезону отразилось на его выступлениях в нём. Несмотря на удачное начало в виде хет-трика в ворота «Вест Бромвича» уже в первом матче сезона 2010/11 года, а также последовавшей победной серии игр, результаты «синих» в дальнейшем ухудшились. К началу октября Дрогба начал жаловаться на плохое самочувствие, из-за чего он попросил у тренерского штаба дать ему отдых, однако предоставленное время оказалось недолгим. После возвращения он продолжил жаловаться на своё самочувствие, но при этом регулярно попадал в состав «Челси» на матчи. В ноябре 2010 года выяснилось, что он уже около месяца болеет малярией, выздоровление вновь заняло некоторое время. На тот момент Дрогба было уже 32 года, из-за чего среди болельщиков возникло мнение о закате его карьеры. В зимнее трансферное окно в «Челси» из «Ливерпуля» перешёл нападающий Фернандо Торрес, что было связано с проблемами со здоровьем, не лучшей формой и возрастом Дидье. Клуб рассчитывал в лице Торреса получить преемника Дрогба. После прихода нового нападающего изменилась схема игры команды: именно Торрес стал располагаться на острие атаки, а Дрогба изменил стиль своей игры, вместо завершения атак он стал чаще отходить к флангам или же вглубь поля, чтобы оставить Торресу больше пространства. Несмотря на перестроения, новый форвард не смог влиться в коллектив и показать результативную игру, свой первый мяч он забил только через три месяца после перехода. В целом для «Челси» сезон 2010/11 года не стал особенно удачным. Команда на первых стадиях выбыла из Кубка Англии и Кубка Футбольной лиги, в Лиге чемпионов выступление синих завершилось в 1/4 финала, а в чемпионате Англии «Челси» расположился на второй позиции. В конце сезона Анчелотти был уволен.
Перед началом сезона 2011/12 года новым главным тренером команды был назначен Андре Виллаш-Боаш, этот тренер стал для Дидье уже шестым за его семь лет в «Челси». Дрогба был знаком с Виллашем-Боашем ещё до его назначения на пост тренера — этот специалист был помощником Жозе Моуринью, и впервые с Дидье он познакомился ещё во время выступлений ивуарийца за «Марсель», когда составлял отчёты об игроке для Моуринью. Виллаш-Боаш применял те же методы построения тренировочного процесса, что и Моуринью. Это радовало игроков команды, которые застали Жозе на месте тренера. Тем не менее после назначения Виллаша-Боаша в прессе возникли слухи о том, что он намерен избавиться от некоторых возрастных игроков, в их число входили Эшли Коул, Фрэнк Лэмпард, а также сам Дрогба. Возникшие слухи негативно отражались на коллективе. Начиная с первого матча Премьер-лиги Виллаш-Боаш стал задействовать разных игроков на позиции нападающего: в первой игре в стартовом составе вышел Торрес, в других поединках поочерёдно выходили Дрогба и Анелька, а позже к составу стали привлекаться молодые игроки, в частности — Дэниел Старридж. Нестабильность ритма выступлений негативно отражалась на Дидье. «Челси» удачно начал сезон, но спустя несколько месяцев результаты команды стали ухудшаться. На этом сказывалось возникшее непонимание между игроками и тренером. Зимой из «Челси» ушли два возрастных игрока, которые не устраивали тренера — Николя Анелька и Алекс. Дрогба тоже не входил в планы Виллаша-Боаша на будущее, той зимой им интересовались другие клубы, однако в команде после ухода Анелька оставалось только два опытных нападающих — Торрес и Дрогба, из-за чего Дидье попросили не принимать предложения и остаться в клубе как минимум до конца сезона, что он и сделал. В январе 2012 года Дрогба покинул расположение клуба из-за участия своей сборной в Кубке африканских наций, а по его прибытии в конце февраля ситуация в отношениях между игроками и тренером дошла до своего предела. В том месяце «Челси» потерял шансы на борьбу за чемпионство, а в первом матче 1/8 финала Лиги чемпионов против «Наполи» проиграл со счётом 1:3, причём в той игре на скамейке запасных остались возрастные ветераны клуба (Лэмпард, Коул и Эссьен). Из-за неудачных результатов Виллаш-Боаш был уволен, тренером стал его ассистент Роберто Ди Маттео. Смена тренера удачно отразилась на выступлениях «синих»: команда провела серию победных игр во всех оставшихся турнирах, в том числе и Лиге чемпионов. После поражения 1:3 в первом матче против «Наполи» «Челси» удалось одержать победу 4:1 в дополнительном времени второй игры и пройти дальше. Дрогба в той встрече забил первый гол, положивший начало результативной победе. Основным фактором удачных выступлений команды стал улучшившийся психологический настрой игроков, в поднятии их духа главную роль сыграли опытные лидеры клуба, в число которых входил и Дидье. 10 марта 2012 года Дрогба принёс победу «Челси» в матче со «Сток Сити», забив свой 100-й гол за «синих» в английской Премьер-лиге. До него эта отметка не покорялась ни одному африканскому игроку. В дальнейшем «Челси» смог выйти в финал Кубка Англии против «Ливерпуля». Дрогба определил результат того матча — он забил второй мяч своей команды, который позволил «синим» обыграть «Ливерпуль» и выиграть тот турнир. Благодаря этому голу Дидье Дрогба стал первым игроком, который забивал в четырёх финалах Кубка Англии.
После победы над «Наполи» в 1/8 финала Лиги чемпионов «синим» предстояла встреча с «Барселоной». В первой игре между этими командами «сине-гранатовые» оказывали серьёзное давление и создавали множество голевых моментов, однако в итоге победителем оказался «Челси» — именно Дрогба смог забить мяч после единственного голевого момента, организованного своей командой в результате контратаки. Во втором матче капитан Джон Терри был удалён с поля, из-за чего Дидье играл ближе к своим воротам и в основном выполнял оборонительные функции. Он заработал пенальти в свои ворота за грубую игру против Сеска Фабрегаса, однако Лионель Месси не смог реализовать тот одиннадцатиметровый удар, попав в штангу. Ближе к концу игры Дрогба заменил Торрес, который забил мяч в самой концовке. В итоге матч завершился вничью со счётом 2:2, и дальше прошла команда Дидье. В финале Лиги чемпионов против «Баварии» «Челси» играл в похожей манере, в основном обороняясь. На 83-й минуте в ворота «синих» после подачи Тони Крооса забил Томас Мюллер, однако уже спустя пять минут после этого Дрогба забил ответный гол, когда Хуан Мата с углового смог направить мяч прямо в его голову. В дополнительном времени Дидье зацепил ногу Франка Рибери в своей штрафной, из-за чего в ворота «Челси» был назначен пенальти, который, как и в матче с «Барселоной», вновь не был реализован. Удар Арьена Роббена смог парировать вратарь Петр Чех. По итогам дополнительного времени победителя выявить не удалось, а серия пенальти сложилась таким образом, что исход встречи определял пятый бьющий игрок «Челси», которым стал Дрогба. Он смог забить в ворота Мануэля Нойера, благодаря чему «синие» выиграли Лигу чемпионов. По окончании того сезона у Дидье заканчивался контракт с «Челси», и он решил не продлевать его, покинув команду.

### «Шанхай Шэньхуа» и «Галатасарай»
Дрогба принял решение об уходе из «Челси» из-за того, что этот клуб, как и происходит с большинством возрастных игроков, предлагал ему продление контракта лишь на один сезон, в то время как ивуариец хотел продлить соглашение на более долгий срок, так как всё ещё ощущал себя игроком высокого уровня. По его собственному признанию, в решении об уходе из «Челси» сыграла весомую роль победа в Лиге чемпионов: если бы этого не произошло, он остался бы в клубе и попробовал одержать победу в этом турнире ещё раз. После выигрыша этого трофея Дидье почувствовал, что пришло время перемен — он хотел попробовать что-то новое. Ивуариец решил, что не перейдёт в какую-либо другую английскую команду. Во время последнего сезона Дрогба в «Челси» из состава «синих» ушёл Николя Анелька, он отправился в китайский клуб «Шанхай Шэньхуа». Именно его примеру последовал Дидье — в июне 2012 года он заключил соглашение с этим клубом на 2,5 года.
На момент перехода Дрогба сезон чемпионата Китая был в своей середине, там он начинался зимой, а заканчивался осенью. 22 июля Дидье дебютировал в составе «Шанхай Шэньхуа» в матче против «Гуанчжоу Фули» (1:1), во втором тайме выйдя на замену. Уже в своей первой игре ему удалось отличиться голевой передачей на Цао Юньдина. Одной из задач Дидье в составе «Шэньхуа» стало обучение игравших там футболистов своему мастерству, он занимался этим вместе с Анелька. В начале августа в матче против «Ханчжоу Гринтаун» Дрогба впервые вышел в стартовом составе своей команды. В той же игре он забил и свой первый гол за «Шэньхуа», а затем ещё один, итоговый счёт — 5:1. Первые месяцы в Шанхае сложились для Дрогба положительно, однако затем из-за финансовых разногласий акционеров клуба всем игрокам в команде перестали выплачивать зарплату. В январе Дидье поехал на Кубок африканских наций 2010 и в это же время принял решение разорвать свой контракт с клубом, чтобы успеть перейти в европейскую команду, пока там ещё было открыто трансферное окно. К нему проявлял интерес итальянский «Ювентус», однако этот клуб был готов взять Дрогба только в аренду, так как руководство переживало по поводу законности его полноценного перехода из «Шэньхуа». Заинтересованность проявил и турецкий «Галатасарай», который был готов подписать с ивуарийцем полноценный контракт. Дидье нравилась перспектива вновь выступить в Лиге чемпионов, а также играть за крупный клуб в стране. В итоге именно с «Галатасарем» он подписал полуторагодичный контракт, присоединиться к составу этой команды он должен был по окончании Кубка африканских наций. «Шанхай Шэньхуа» позже оспорил уход Дрогба, но в итоге ФИФА встала на сторону ивуарийского футболиста. Всего же за «Шэньхуа» в китайской лиге он сыграл 11 матчей, в которых восемь раз отличился забитым мячом.
Как позже отмечал Дидье, на его переход именно в «Галатасарай» повлияли и другие факторы: сильный тренер — Фатих Терим, полузащитник Уэсли Снейдер, перешедший в том же январе из «Интернационале», а также на тот момент уже несколько лет находившийся в «Галатасарае» друг Дрогба — Эммануэль Эбуэ. Сыграл свою роль в привлекательности команды и современный стадион — «Тюрк Телеком Арена». 15 февраля Дидье дебютировал в составе «Галатасарая»: он вышел со скамейки запасных в игре против «Акхисар Беледиеспор», и после подачи углового смог головой забить свой первый гол за свою новую команду, итоговый счёт матча — 2:1. Впоследствии Дрогба выступил и в Лиге чемпионов 2012/13 года. «Галатасараю» удалось выйти из своей группы, в 1/8 финала обыграть «Шальке 04» и во второй раз в истории команды выйти в четвертьфинал данного турнира. В нём соперником турецкого клуба стал «Реал Мадрид», который в то время возглавлял Жозе Моуринью, бывший тренер Дидье. В первом матче «Галатасарай» проиграл 0:3, вторая игра с испанской командой завершилась победой 3:2, один из голов в том матче забил сам Дрогба. Тем не менее «Галатасарай» не смог пройти дальше по сумме голов в обоих встречах. В начале мая Дрогба выиграл свой первый трофей в составе «Галатасарая», им стал кубок чемпионата Турции, который удалось получить после победы в игре с «Сивасспором» (4:2). В начале августа 2013 года «Галатасарай» одержал победу в турнире Emirates Cup, в рамках которого турецкая команда встретилась с лондонским «Арсеналом». Дрогба забил в той игре два мяча, и, таким образом, довёл счёт своим голам в матчах против «канониров» до 15, которые ему удалось забить в аналогичном количестве встреч. В том же месяце был проведён матч за Суперкубок Турции 2013, в нём Дидье забил единственный и победный гол в ворота принципиального противника «Галатасарая» — «Фенербахче». В начале сезона 2013/14 года команду покинул главный тренер Терим, его сменил Роберто Манчини. Под его руководством клуб смог одержать победу в Кубке Турции, а также пройти в плей-офф Лиги чемпионов, несмотря на две сильные команды в группе — «Ювентус» и «Реал Мадрид». Соперником «Галатасарая» в 1/8 финала стал «Челси», который вновь возглавлял Моуринью, покинувший «Реал» перед началом сезона. Первый матч проходил в Стамбуле и завершился со счётом 1:1. Во второй игре Дрогба впервые вернулся на «Стэмфорд Бридж» после ухода из «Челси», и, по его признанию, возникшие эмоции повлияли на то, что он провёл невыразительный матч против бывшей команды. В турецкой лиге «Галатасарай» финишировал вторым. По окончании сезона 2013/14 года контракт Дрогба с «Галатасараем» подошёл к концу, и он в итоге не стал его продлевать. За два сезона в турецком клубе Дрогба провёл 53 матча во всех турнирах, в которых забил 20 голов.

### Возвращение в «Челси»
В конце предыдущего сезона «Галатасарай» хотел продлить с Дидье контракт, однако сам футболист не спешил принимать своё решение об этом, так как к игроку на протяжении его выступлений проявлял интерес итальянский «Ювентус» и лично главный тренер этой команды Антонио Конте. Тем не менее и предложение «бьянконери» он не стал рассматривать сразу же, потратив время на размышление о планах на будущее. В июле 2014 года Конте покинул «Ювентус», и трансфер в эту команду так и не был совершён. Ещё летом 2013 года Дрогба также хотел выкупить и вернувшийся в «Челси» Жозе Моуринью, но тогда «Галатасарай» не стал продавать ивуарийца, так как он на тот момент играл в команде всего полгода. В итоге, после того как Дидье стал свободным агентом, в конце июля 2014 года «Челси» предложил ему однолетний контракт, который ивуариец с удовольствием подписал. Как Дидье позже писал в своей автобиографии, несмотря на появление многих новых игроков за эти годы, по возвращении на «Стэмфорд Бридж» он сразу смог почувствовать себя частью собранного состава, будто он и не уходил из команды. Сначала «Челси» объявил, что Дрогба получит номер 15, который был у него, когда он впервые перешёл в клуб в 2004 году, но впоследствии полузащитник Оскар, носивший номер 11, уступил его Дидье. С момента предыдущей работы Дрогба с Моуринью изменилась тактика игры — теперь команда под руководством португальского специалиста, с учётом изменений в составе, отдавала больше передач и активнее владела мячом, что отличалось от его стиля в первый приход в «Челси», более прямолинейного и контратакующего.
«Нам нужен Дрогба, поскольку это один из лучших нападающих Европы. Я его очень хорошо знаю. Дидье прекрасно понимает, что место в составе в связи с прошлыми заслугами ему не гарантировано. Он приходит к нам с настроем вписать новую главу в историю клуба».
С самого начала сезона 2014/15 года «синие» стали доминировать в Премьер-лиге, до декабря не потерпев ни одного поражения. Во время предсезонной подготовки Дидье повредил лодыжку, из-за чего в начале сезона набирал форму. Свой первый матч после возвращения в клуб ивуариец сыграл 18 августа 2014 года — против «Бернли» (3:1), Дрогба вышел на поле по ходу игры, заменив Эдена Азара. В октябре травму получил нападающий «синих» Диего Коста, из-за чего Дидье в период его отсутствия часто выходил на поле. Ему удалось забить три гола в трёх матчах подряд. Первым из них стал забитый гол в игре группового этапа Лиги чемпионов против «Марибора» — Дрогба реализовал удар с пенальти в первом тайме. Тот мяч стал первым для ивуарийца после возвращения. Сам матч закончился со счётом 6:0 в пользу «синих», и этот результат стал на тот момент самым большим в истории выступлений «Челси» в Лиге чемпионов. Впоследствии он смог забить в играх против «Манчестер Юнайтед» и «Шрусбери Таун», все эти матчи прошли за короткий промежуток времени — в течение шести дней. В ноябре Дидье удалось забить свой 50-й гол в еврокубках, это произошло в поединке с «Шальке 04». В январе 2015 года он получил награду Ассоциации футбольных журналистов за заслуги перед футболом. 1 марта «Челси» обыграл «Тоттенхэм» в финале Кубка Футбольной лиги 2014/15 года, тем самым Дрогба выиграл свой первый трофей после возвращения в команду, который стал первым и для «Челси» с 2013 года. В целом тот сезон для команды стал довольно успешным, не считая поражения в четвёртом раунде Кубка Англии против «Брэдфорд Сити», когда «синие» упустили преимущество в два гола, а также неудачи в Лиге чемпионов. «Челси» по правилу выездного гола уступил французскому «Пари Сен-Жермен» в 1/8 финала. В целом Дрогба не был основным нападающим команды по ходу сезона, в большей его части он проводил свои матчи нерегулярно. В одном из последних матчей английской лиги против «Лестер Сити» в конце апреля Дидье забил мяч, сравнявший счёт, что переломило ход встречи и позволило «синим» одержать победу 3:1. Тот гол стал первым для Дидье с начала года, а победа приблизила «Челси» к завоеванию чемпионства. Игрой, которая обеспечила «синим» победу в лиге, стала следующая встреча — с «Кристал Пэлас». Выигранный чемпионат стал вторым трофеем Дрогба после возвращения, а также первым для «Челси» с 2010 года. 24 мая 2015 года ивуариец заявил, что намеченная на тот же день заключительная игра «Челси» в чемпионате против «Сандерленда» станет для него последней в качестве игрока лондонского клуба. Перед этой встречей капитан команды Джон Терри уступил свою повязку в пользу Дрогба, и именно он был капитаном в своём последнем матче за «синих». После получаса игры из-за боли в колене Дидье был заменён, партнёры по команде на руках унесли ивуарийца с поля. Сам матч окончился победным результатом — 3:1.

### «Монреаль Импакт» и «Финикс Райзинг»
После окончания сезона в Англии у Дидье завершился его однолетний контракт с «Челси», в связи с чем он отправился в клуб MLS «Монреаль Импакт». О переходе ивуарийца в эту команду было объявлено 27 июля 2015 года. Свой первый матч в американской лиге Дидье провёл 23 августа, соперником «Монреаля» в тот день стала «Филадельфия Юнион». Ивуариец вышел на поле во втором тайме и не отличился результативными действиями, его команда потерпела минимальное поражение. В начале сентября он впервые появился на поле в составе «Монреаля» с первых минут, в том матче ему удалось трижды поразить ворота «Чикаго Файр», что принесло победу клубу Дидье — 4:3. Каждый из своих трёх мячей он забил по-разному: обеими ногами и головой. Дрогба стал первым игроком в истории MLS, которому удалось сделать хет-трик в своём первом матче в стартовом составе команды. Всего же за сентябрь Дрогба семь раз отличался забитым голом в пяти матчах лиги, за что был признан лучшим игроком месяца в MLS. Месяц спустя он вновь получил данное звание. В последней игре регулярного чемпионата против «Торонто» Дидье сделал дубль, чем обеспечил своей команде победу 2:1 и позволил занять третье место в таблице Восточной конференции. Всего же в регулярном чемпионате за оставшуюся после его перехода часть сезона 2015 года Дрогба провёл 11 матчей, в которых забил 11 голов. 29 октября Дидье забил третий гол «Монреаля» в матче предварительного раунда плей-офф Кубка MLS против того же «Торонто», что установило итоговый счёт на табло — 3:0. Благодаря этой победе «Монреаль Импакт» вышел в полуфинал Восточной конференции, где, однако, победу одержал уже «Коламбус Крю». В первой из двух игр с «Коламбусом» Дрогба запомнился курьёзным моментом, когда, поскользнувшись рядом с вратарём соперника Стивом Кларком, схватил его за ногу и не выпускал несколько секунд. За это Дидье получил жёлтую карточку. К концу сезона Дрогба был номинирован на звание лучшего новоприбывшего игрока MLS, однако им в итоге стал Себастьян Джовинко.
Во время межсезонья в MLS Гус Хиддинк, недавно вновь получивший назначение в «Челси» как исполняющий обязанности главного тренера, проявил интерес к приглашению знакомого ему Дидье по совместной работе в составе «синих» ранее в качестве помощника тренера. На тот момент у ивуарийца всё ещё был действующий контракт с «Монреалем», из-за чего он остался в клубе, а в марте 2016 года заявил об отсутствии желания покидать канадскую команду. В июле 2016 года Дрогба принял участие в «Матче всех звёзд MLS» против «Арсенала». Дидье забил в нём гол, однако встреча окончилась поражением команды ивуарийца со счётом 1:2. В матче против «Торонто» в октябре того же года Дрогба отказался находиться на скамейке запасных после своего исключения из стартового состава главным тренером команды Мауро Бьелло. После этого инцидента Бьелло не включал Дрогба в состав команды на следующие матчи, и в конце 2016 года по истечении своего контракта он покинул расположение клуба в статусе свободного агента.
В апреле 2017 года Дидье подписал контракт с американским клубом «Финикс Райзинг», выступающем во втором дивизионе США — ЮСЛ. После своего перехода он также стал и совладельцем этой команды. Дрогба заявил, что имел предложения от клубов из Китая и Англии, однако они приглашали его только в качестве игрока, что не вызвало серьёзного интереса у ивуарийца. Он дебютировал в составе нового клуба 10 июня 2017 года и в своей первой же игре забил гол и отдал голевую передачу на Шона Райта-Филлипса, тем самым приведя свою команду к победе со счётом 2:1. В июле 2017 года Дрогба забил гол со штрафного удара на последней минуте добавленного времени матча против «Ориндж Каунти», чем вновь принёс своей команде победу. В ноябре 2018 года в составе «Финикс Райзинг» выиграл Западную конференцию ЮСЛ. В том же месяце Дрогба объявил о завершении своей игровой карьеры, на тот момент ему было 40 лет.

## Карьера в сборной
Так как Дидье с детства рос во Франции, у него со временем появилось второе гражданство, из-за чего он мог выступать как в составе сборной Кот-д’Ивуара, так и сборной Франции. Свободу выбора национальной сборной обеспечивал и тот факт, что Дрогба никогда не вызывали в юношеские сборные этих стран. По собственному признанию, он смотрел на эту ситуацию рационально: в составе французской сборной находилось много игроков примерно одного возраста с Дидье, которые, в отличие от него, провели за эту сборную немалое количество матчей и смогли закрепить за собой места. В число таких игроков входили Тьерри Анри, Давид Трезеге и Николя Анелька, все они играли в нападении. Дрогба понимал, что у него не было серьёзных шансов попасть в команду с такими футболистами, особенно на начальных этапах своей карьеры. В итоге он принял решение представлять ивуарийскую сборную. Однако в таком выборе сыграл не только рациональный подход, его дядя Мишель выступал именно в составе сборной Кот-д’Ивуара, что послужило для Дидье примером. В принятии такого решения помогло и личное восприятие футболиста: несмотря на то, что Дрогба с ранних лет не жил в Кот-д’Ивуаре, он не переставал чувствовать свою связь с родиной.
Впервые приглашение присоединиться к сборной Кот-д’Ивуара Дидье получил в августе 2002 года. На тот момент ему было уже 24 года, он начинал второй сезон в составе «Генгама», ставший для Дидье первым полноценным в этой команде. Его приметил тренер Робер Нузаре, который пригласил Дрогба на сборы после того как сам возглавил команду Кот-д’Ивуара. После их окончания с агентом Дидье связался тренер сборной Франции Жак Сантини, который пригласил его выступать за Францию, однако Дрогба на тот момент уже принял своё окончательное решение по этому поводу. В сентябре 2002 года он провёл свой первый матч за национальную сборную Кот-д’Ивуара, им стал поединок со сборной ЮАР в рамках отборочного турнира на Кубок африканских наций 2004. Тот матч завершился ничьей 0:0. Первый гол за сборную Дидье забил в своём следующем матче против Камеруна, который был сыгран 11 февраля 2003 года. Вскоре после своего дебюта он стал одним из самых значимых игроков команды, забивая немало мячей и принося своей сборной победы. Однако его ценили не только за прямые игровые обязанности нападающего — помимо этого он имел большое влияние и на моральную составляющую своих партнёров. После полученного опыта в «Марселе» и «Челси» Дидье смог стать лидером команды, отчего в 2005 году именно он был назначен новым капитаном своей сборной. Выступление ивуарийцев в рамках квалификации к ЧМ-2006 сложилось удачно: к её последним матчам Кот-д’Ивуар возглавлял свою группу, и для полноценного выхода на турнир им было необходимо не проиграть идущему вторым Камеруну, но именно это в итоге и произошло. Судьба прохода сборной Кот-д’Ивуара на турнир зависела не только от исхода последнего поединка этой команды в квалификации с Суданом, но и от параллельной встречи Камеруна с Египтом. Несмотря на такой риск, для ивуарийцев в итоге всё сложилось удачно: они обыграли Судан 3:1, а поединок Камеруна с Египтом завершился ничьей 1:1. Таким образом, Кот-д’Ивуар впервые в своей истории прошёл на чемпионат мира по футболу.
Спустя некоторое время после этого, в январе 2006 года Дрогба со своей сборной отправился на Кубок африканских наций 2006. В группу с ивуарийцами попали сборные Египта, Марокко и Ливии. Одержав две победы в трёх матчах, Кот-д’Ивуару удалось выйти в четвертьфинал этого турнира, где соперником команды Дидье стала сборная Камеруна. И основное, и дополнительное время завершилось с равным счётом, из-за чего исход встречи предстояло решить в серии пенальти. Она стала одной из самых продолжительных в истории международных турниров, с одиннадцатиметровой отметки пробили все игроки обеих сборных, и все эти удары оказались результативными. Когда пришёл черёд пробивать пенальти по второму кругу, камерунец Самюэль Это’о не смог вновь поразить ворота ивуарийцев. Решающим стал именно удар Дрогба, он реализовал свой второй пенальти, благодаря чему сборная Кот-д’Ивуара прошла в полуфинал. Там ивуарийцам предстояло сыграть со сборной Нигерии. Благодаря единственному голу Дидье в этой игре Кот-д’Ивуар победил и прошёл в финал Кубка африканских наций, который стал первым финалом международного футбольного турнира в истории этой страны. В финальной игре соперником стала египетская сборная. Поединок вновь не смог завершиться в основное и дополнительное время, исход предстояло определить в серии пенальти. Дрогба в качестве капитана решил пробить первым, однако промахнулся. В итоге в той послематчевой серии победу одержал Египет, а ивуарийская сборная заняла второе место. На чемпионате мира 2006 года Кот-д’Ивуар попал в сложную группу с командами Сербии и Черногории, Нидерландов и Аргентины. Первый матч проводился с национальной сборной Аргентины, в нём Дрогба смог забить гол, который стал первым в истории Кот-д’Ивуара на чемпионатах мира. Тем не менее аргентинцы победили в той встрече — 2:1. Вторая игра аналогично не стала для Кот-д’Ивуара победной, сильнее оказалась сборная Нидерландов. Проиграв во втором матче кряду, команда Дидье лишилась шансов на выход из группы, однако в последней игре против сборной Сербии и Черногории они всё же смогли одержать победу.
На Кубке африканских наций 2008 года Кот-д’Ивуар попал в группу со сборными Нигерии, Мали и Бенина. Дрогба забил два гола на групповом этапе, открыв счёт в матче против Бенина (4:1) и Мали (3:0). В полуфинале турнира ивуарийская сборная уступила Египту, из-за чего приняла участие в матче за третье место с Ганой. В той встрече ивуарийцы вновь проиграли, заняв в итоге четвёртое место на турнире. Кубок африканских наций 2010 аналогично не стал для команды Дрогба слишком успешным. Ивуарийская сборная дошла до четвертьфинала, где со счётом 2:3 проиграла Алжиру. Дрогба забил шесть голов в пяти играх квалификационного турнира ЧМ-2010, чем помог Кот-д’Ивуару во второй раз подряд пройти отбор на чемпионат мира. Во время подготовки к этому турниру, в одном из товарищеских матчей в начале июня 2010 года против сборной Японии Дрогба забил гол, а после этого столкнулся с защитником японской сборной Тулио. Из-за этого столкновения Дидье получил серьёзную травму руки. До предстоящего чемпионата мира оставалось менее двух недель, а на полное восстановление требовалось как минимум несколько месяцев. Дрогба не хотел пропускать этот чемпионат мира, который впервые проходил в Африке, из-за чего ему закрепили специальную защитную повязку на руке, с которой он мог бы сыграть на турнире с некоторым риском усугубления полученной травмы. В первом матче группового этапа против сборной Португалии Дрогба появился на поле во втором тайме. Он старался играть более осторожно, чем обычно, из-за чего не смог забить ни одного гола. Матч завершился со счётом 0:0. Во втором матче против сборной Бразилии Дидье вышел на поле с первых минут. Ему удалось забить в той встрече, из-за чего Дрогба стал первым игроком африканской национальности, который поразил ворота бразильской сборной. Однако саму игру Кот-д’Ивуар выиграть не смог, итоговый счёт — 1:3. Несмотря на победу в последнем матче группового этапа против сборной КНДР, ивуарийцы не смогли пройти в раунд плей-офф, оказавшись на третьем месте в своей группе.
В 2012 году Кот-д’Ивуар вновь принимал участие в Кубке африканских наций. Ивуарийская сборная попала в группу с Суданом, Анголой и Буркина-Фасо. Дрогба забил гол в матче против Судана, ставший единственным для него на групповом этапе. Ивуарийцы вышли из своей группы, в четвертьфинале Дидье сделал дубль в матче против Экваториальной Гвинеи, чем помог своей сборной победить 3:0. Полуфинал против Мали тоже завершился победой для команды Дрогба. В финале соперником Кот-д’Ивуара стала сборная Замбии. Во втором тайме в ворота этой команды был назначен пенальти, Дрогба вызвался исполнить его, но направил мяч выше перекладины. Ни одна из сборных так и не смогла забить гол, из-за чего поединок дошёл до серии послематчевых пенальти. Дидье бил пятым, и на этот раз ему удалось реализовать одиннадцатиметровый удар. Тем не менее после промахов Коло Туре и Жервиньо решающий удар выпал на игрока замбийской сборной Стофира Сунзу, который и принёс своей команде победу, а Кот-д’Ивуар вновь стал вторым. За весь турнир ивуарийская сборная не пропустила ни одного мяча в основное время, но всё равно потерпела поражение. Дрогба наряду с несколькими другими игроками стал лучшим бомбардиром этого турнира, на его счету было три забитых мяча. Чемпионат мира 2014 года стал последним турниром, в котором Дрогба принимал участие в составе своей сборной. Незадолго до ЧМ-2014 он провёл свой 100-й матч за сборную, им стала товарищеская игра с Боснией и Герцеговиной. Кот-д’Ивуар после выхода на тот мундиаль стал первой африканской страной, трижды подряд квалифицировавшейся на чемпионат мира. В группе с ивуарийцами оказались Япония, Колумбия и Греция. Несмотря на то, что Дидье был в хорошей форме перед началом турнира, в первом матче группового этапа против Японии главный тренер команды Сабри Лямуши принял решение оставить его на скамейке запасных. Дрогба вышел на поле лишь во втором тайме, и практически сразу после его появления ивуарийцы смогли забить дважды, по итогу чего в матче была одержана победа со счётом 2:1. Во второй игре Дидье вновь не появился на поле с первых минут, как и в предыдущем матче выйдя на поле только во втором тайме. Однако на этот раз кардинально изменить ход игры ему не удалось, победу одержала Колумбия — 1:2. В последнем матче группового этапа против Греции Дрогба появился в стартовом составе, и от исхода этого матча зависел проход ивуарийцев в плей-офф. Им требовалась ничья, и за 15 минут до окончания матча счёт был 1:1, после чего Дидье был заменён. На последних минутах добавленного времени в ворота сборной Кот-д’Ивуара был назначен пенальти, который реализовал Йоргос Самарас. Таким образом в плей-офф прошли именно греки, а ивуарийцы заняли третье место в своей группе. Спустя месяц после завершения ЧМ-2014 Дидье объявил о завершении своей карьеры в сборной. В её составе он успел забить 65 голов — этот результат стал рекордным в истории национальной команды Кот-д’Ивуара.

## Стиль игры
В связи с довольно поздним стартом карьеры на взрослом уровне (подписал первый профессиональный контракт в возрасте 21 года), Дрогба описывают как игрока «позднего расцвета» по футбольным меркам. Как отмечает сам ивуариец, он с самого начала карьеры не был самым талантливым игроком в своих командах, однако, в отличие от многих, был готов идти на всё ради поставленной цели — построения футбольной карьеры, так как он занимался тем, чем действительно хотел. Одними из лучших качеств Дрогба являлись физическая сила, скорость, игра в воздухе, а также мощные и точные удары. Он считается одним из величайших африканских футболистов в истории, обычно его ставят в один ряд с другими известными африканскими нападающими: Джорджем Веа, Мохаммедом Салахом, Садио Мане, Риядом Махрезом и Самюэлем Это’о. Некоторые защитники называют Дрогба самым сложным оппонентом, с которым они сталкивались, в их число входят Карлес Пуйоль, Крис Смоллинг, Неманья Видич и Лоран Косельни. Дидье известен тем, что забивал голы в решающих матчах. Он забил десять мячей в десяти финалах разных турниров. Помимо голов, Дрогба нередко отдавал и голевые передачи своим товарищам по команде. В течение периода игры в «Челси» с 2004 по 2012 год Дидье отдал 71 голевую передачу, что характеризует его как командного игрока. Также Дрогба считался качественным исполнителем штрафных ударов. Использовал технику мощного удара по прямой траектории. Нередко пробивал и пенальти. Во время игры в составе «Челси» Дидье смог наладить прочное взаимопонимание с английским полузащитником Фрэнком Лэмпардом, они вместе нередко тренировались дополнительно для улучшения взаимодействия друг с другом. Дрогба и Лэмпарду удалось установить рекорд лиги по количеству голевых комбинаций друг с другом (36), однако впоследствии он был побит Гарри Кейном и Сон Хын Мином. Похожее партнёрство у Дидье сложилось и в сборной — с нападающим Аруна Динданом.

## Достижения

### Командные
«Челси»
- Чемпион Англии (4): 2004/05, 2005/06, 2009/10, 2014/15[4]
- Обладатель Кубка Англии (4): 2006/07[95], 2008/09[121], 2009/10[124], 2011/12[241]
- Обладатель Кубка Футбольной лиги (3): 2004/05[242], 2006/07[95], 2014/15[167]
- Обладатель Суперкубка Англии (2): 2005, 2009[243]
- Финалист Лиги чемпионов УЕФА: 2007/08
- Победитель Лиги чемпионов УЕФА: 2011/12[139]

«Галатасарай»
- Чемпион Турции: 2012/13[243]
- Обладатель Кубка Турции: 2013/14[243]
- Обладатель Суперкубка Турции: 2013[243]

«Финикс Райзинг»
- Победитель Западной конференции ЮСЛ: 2018[194]

### Личные
- Член символической сборной года французской Лиги 1: 2003/04[244]
- Автор лучшего гола сезона в Лиге 1: 2003/04[245]
- Лучший футболист Европы по версии Onze Mondial: 2004[246]
- Лучший футболист года во Франции по версии НСПФ: 2004[58]
- Лучший футболист Суперкубка Англии: 2005[247]
- Член символической сборной года из лучших африканских игроков по версии КАФ (5): 2005, 2006[248], 2009[249], 2010[250], 2012[251]
- Лучший футболист года в Кот-д’Ивуаре: (3): 2006, 2007, 2012[252]
- Африканский футболист года: (2): 2006[248], 2009[249]
- Обладатель «Золотой бутсы» английской Премьер-лиги: (2): 2006/07[253], 2009/10[254]
- Обладатель знаковой «Золотой бутсы» английской Премьер-лиги: 2006/07 (за 10 и 20 голов соответственно)[255]
- Член символической сборной сезона по версии European Sports Media: 2006/07[256]
- Член символической сборной сезона по версии FIFPro: 2006/07[257]
- Обладатель приза Алана Хардекера: 2007[258]
- Член символической команды года по версии ПФА (2): 2007[99], 2010[259]
- Член символической команды года по версии УЕФА: 2007[243]
- Лучший игрок года по версии футболистов «Челси»: 2007[260]
- Африканский футболист года по версии Би-би-си: 2009[261]
- Лучший игрок года по версии болельщиков «Челси»: 2010[262]
- Вошёл в список Time 100: 2010[263]
- Обладатель награды «Гуманность вне спорта»: 2011[255]
- Лучший игрок финала Лиги чемпионов УЕФА: 2012[264]
- Спортсмен года по версии британского издания журнала GQ: 2012[255]
- Футболист года в Турции: 2013[265]
- Обладатель награды Golden Foot: 2013[266]
- Обладатель награды Ассоциации футбольных журналистов за заслуги перед футболом: 2015[267]
- Лучший игрок месяца в MLS (2): сентябрь 2015[268], октябрь 2015[269]
- Обладатель Награды президента УЕФА: 2020[270]
- Включён в Зал славы английской Премьер-лиги: 2022

## Рекорды

### «Челси»
- Наибольшее количество голов, забитых иностранным игроком: 164[234]
- Наибольшее количество голов, забитых в финалах Кубка Англии: 4[234]
- Наибольшее количество голов, забитых в финалах Кубка Английской футбольной лиги: 4[234]
- Наибольшее количество голов, забитых в финалах кубков: 9[234]
- Наибольшее количество голов, забитых в Лиге чемпионов УЕФА: 36[234]
- Наибольшее количество голов, забитых в матчах за сборную, будучи игроком «Челси»: 46[234]
- Наибольшее количество хет-триков в чемпионате Англии: 3[271]
- Наибольшее количество голов в одном сезоне чемпионата Англии: 29 (сезон 2009/10)[96]

### Прочее
- Первый игрок, забивший в двух финалах обоих английских кубков и впоследствии выигравший их в течение одного сезона[96]
- Первый игрок, забивший в трёх финалах Кубка Английской футбольной лиги[96]
- Наибольшее количество голов, забитых африканским игроком в чемпионате Англии: 104[234]
- Наибольшее количество голевых передач, отданных африканским игроком в чемпионате Англии: 54[272]
- Наибольшее количество голов, забитых африканским игроком в еврокубках: 44[273][274]
- Наибольшее количество матчей, проведённых африканским игроком в еврокубках: 94[273][275]
- Наибольшее количество голов, забитых за английскую команду в Лиге чемпионов: 36 («Челси»)[276]
- Один из 11 игроков, сделавших хет-трик в Лиге чемпионов за разные команды[277]
- Лучший бомбардир в истории сборной Кот-д’Ивуара: 65 голов[6]
- Автор первого гола сборной Кот-д’Ивуара на чемпионатах мира[278]
- Наибольшее количество побед в номинации «Игрок года» в Кот-д’Ивуаре: 3 (2006, 2007 и 2012 годы)[252]

## Статистика выступлений

### Клубная статистика
| Клуб             | Сезон            | Лига | Лига | Кубки | Кубки | Кубки лиги | Кубки лиги | Еврокубки | Еврокубки | Прочие | Прочие | Итого | Итого |
| Клуб             | Сезон            | Игры | Голы | Игры  | Голы  | Игры       | Голы       | Игры      | Голы      | Игры   | Голы   | Игры  | Голы  |
| ---------------- | ---------------- | ---- | ---- | ----- | ----- | ---------- | ---------- | --------- | --------- | ------ | ------ | ----- | ----- |
| Ле-Ман           | 1998/99          | 2    | 0    | 0     | 0     | 0          | 0          | 0         | 0         | 0      | 0      | 2     | 0     |
| Ле-Ман           | 1999/00          | 30   | 7    | 0     | 0     | 2          | 0          | 0         | 0         | 0      | 0      | 32    | 7     |
| Ле-Ман           | 2000/01          | 11   | 0    | 3     | 1     | 0          | 0          | 0         | 0         | 0      | 0      | 14    | 1     |
| Ле-Ман           | 2001/02          | 21   | 5    | 1     | 1     | 2          | 1          | 0         | 0         | 0      | 0      | 24    | 7     |
| Ле-Ман           | Итого            | 64   | 12   | 4     | 2     | 4          | 1          | 0         | 0         | 0      | 0      | 72    | 15    |
| Генгам           | 2001/02          | 11   | 3    | 0     | 0     | 0          | 0          | 0         | 0         | 0      | 0      | 11    | 3     |
| Генгам           | 2002/03          | 34   | 17   | 3     | 4     | 2          | 0          | 0         | 0         | 0      | 0      | 39    | 21    |
| Генгам           | Итого            | 45   | 20   | 3     | 4     | 2          | 0          | 0         | 0         | 0      | 0      | 50    | 24    |
| Олимпик Марсель  | 2003/04          | 35   | 19   | 2     | 1     | 2          | 1          | 16        | 11        | 0      | 0      | 55    | 32    |
| Олимпик Марсель  | Итого            | 35   | 19   | 2     | 1     | 2          | 1          | 16        | 11        | 0      | 0      | 55    | 32    |
| Челси            | 2004/05          | 26   | 10   | 2     | 0     | 4          | 1          | 9         | 5         | 0      | 0      | 41    | 16    |
| Челси            | 2005/06          | 29   | 12   | 3     | 1     | 1          | 0          | 7         | 1         | 1      | 2      | 41    | 16    |
| Челси            | 2006/07          | 36   | 20   | 6     | 3     | 5          | 4          | 12        | 6         | 1      | 0      | 60    | 33    |
| Челси            | 2007/08          | 19   | 8    | 1     | 0     | 1          | 1          | 11        | 6         | 0      | 0      | 32    | 15    |
| Челси            | 2008/09          | 24   | 5    | 6     | 3     | 2          | 1          | 10        | 5         | 0      | 0      | 42    | 14    |
| Челси            | 2009/10          | 32   | 29   | 4     | 3     | 2          | 2          | 5         | 3         | 1      | 0      | 44    | 37    |
| Челси            | 2010/11          | 36   | 11   | 2     | 0     | 0          | 0          | 7         | 2         | 1      | 0      | 46    | 13    |
| Челси            | 2011/12          | 24   | 5    | 3     | 2     | 0          | 0          | 8         | 6         | 0      | 0      | 35    | 13    |
| Челси            | Итого            | 226  | 100  | 27    | 12    | 15         | 9          | 69        | 34        | 4      | 2      | 341   | 157   |
| Шанхай Шэньхуа   | 2012             | 11   | 8    | 0     | 0     | —          | —          | —         | —         | 0      | 0      | 11    | 8     |
| Шанхай Шэньхуа   | Итого            | 11   | 8    | 0     | 0     | 0          | 0          | 0         | 0         | 0      | 0      | 11    | 8     |
| Галатасарай      | 2012/13          | 13   | 5    | 0     | 0     | —          | —          | 4         | 1         | 0      | 0      | 17    | 6     |
| Галатасарай      | 2013/14          | 24   | 10   | 3     | 1     | —          | —          | 8         | 2         | 1      | 1      | 36    | 14    |
| Галатасарай      | Итого            | 37   | 15   | 3     | 1     | 0          | 0          | 12        | 3         | 1      | 1      | 53    | 20    |
| Челси            | 2014/15          | 28   | 4    | 2     | 0     | 5          | 1          | 5         | 2         | 0      | 0      | 40    | 7     |
| Челси            | Итого            | 28   | 4    | 2     | 0     | 5          | 1          | 5         | 2         | 0      | 0      | 40    | 7     |
| Всего за «Челси» | Всего за «Челси» | 254  | 104  | 29    | 12    | 20         | 10         | 74        | 36        | 4      | 2      | 381   | 164   |
| Монреаль Импакт  | 2015             | 11   | 11   | 0     | 0     | —          | —          | —         | —         | 3      | 1      | 14    | 12    |
| Монреаль Импакт  | 2016             | 22   | 10   | 2     | 1     | —          | —          | —         | —         | 3      | 0      | 27    | 11    |
| Монреаль Импакт  | Итого            | 33   | 21   | 2     | 1     | 0          | 0          | 0         | 0         | 6      | 1      | 41    | 23    |
| Финикс Райзинг   | 2017             | 13   | 9    | 0     | 0     | —          | —          | —         | —         | 1      | 1      | 14    | 10    |
| Финикс Райзинг   | 2018             | 8    | 4    | 0     | 0     | —          | —          | —         | —         | 4      | 3      | 12    | 7     |
| Финикс Райзинг   | Итого            | 21   | 13   | 0     | 0     | 0          | 0          | 0         | 0         | 5      | 4      | 26    | 17    |
| Всего за карьеру | Всего за карьеру | 494  | 209  | 43    | 21    | 28         | 12         | 102       | 50        | 12     | 5      | 679   | 297   |

### Статистика в сборной
| Сборная          | Год              | Товарищеские | Товарищеские | Турниры | Турниры | Всего | Всего |
| Сборная          | Год              | Игры         | Голы         | Игры    | Голы    | Игры  | Голы  |
| Кот-д’Ивуар      |                  |              |              |         |         |       |       |
| ---------------- | ---------------- | ------------ | ------------ | ------- | ------- | ----- | ----- |
| Кот-д’Ивуар      | 2002             | 0            | 0            | 1       | 0       | 1     | 0     |
| Кот-д’Ивуар      | 2003             | 4            | 1            | 3       | 3       | 7     | 4     |
| Кот-д’Ивуар      | 2004             | 3            | 3            | 4       | 3       | 7     | 6     |
| Кот-д’Ивуар      | 2005             | 3            | 1            | 5       | 6       | 8     | 7     |
| Кот-д’Ивуар      | 2006             | 7            | 4            | 8       | 4       | 15    | 8     |
| Кот-д’Ивуар      | 2007             | 6            | 3            | 2       | 1       | 8     | 4     |
| Кот-д’Ивуар      | 2008             | 2            | 1            | 6       | 3       | 8     | 4     |
| Кот-д’Ивуар      | 2009             | 1            | 1            | 5       | 6       | 6     | 7     |
| Кот-д’Ивуар      | 2010             | 5            | 2            | 6       | 2       | 11    | 4     |
| Кот-д’Ивуар      | 2011             | 2            | 1            | 3       | 4       | 5     | 5     |
| Кот-д’Ивуар      | 2012             | 4            | 2            | 10      | 7       | 14    | 9     |
| Кот-д’Ивуар      | 2013             | 2            | 1            | 7       | 3       | 9     | 4     |
| Кот-д’Ивуар      | 2014             | 3            | 3            | 3       | 0       | 6     | 3     |
| Всего за карьеру | Всего за карьеру | 42           | 23           | 63      | 42      | 105   | 65    |

### Список матчей за сборную
| Матчи и голы Дидье Дрогба за сборную Кот-д’Ивуара | Матчи и голы Дидье Дрогба за сборную Кот-д’Ивуара | Матчи и голы Дидье Дрогба за сборную Кот-д’Ивуара | Матчи и голы Дидье Дрогба за сборную Кот-д’Ивуара | Матчи и голы Дидье Дрогба за сборную Кот-д’Ивуара | Матчи и голы Дидье Дрогба за сборную Кот-д’Ивуара | Матчи и голы Дидье Дрогба за сборную Кот-д’Ивуара |
| №                                                 | Дата                                              | Оппонент                                          | Счёт                                              | Голы Дрогба                                       | Соревнование                                      |                                                   |
| ------------------------------------------------- | ------------------------------------------------- | ------------------------------------------------- | ------------------------------------------------- | ------------------------------------------------- | ------------------------------------------------- | ------------------------------------------------- |
| 1                                                 | 8 сентября 2002                                   | ЮАР                                               | 0:0                                               | —                                                 | Отборочные матчи КАН-2004                         |                                                   |
| 2                                                 | 11 февраля 2003                                   | Камерун                                           | 3:0                                               | 44′                                               | Товарищеский матч                                 |                                                   |
| 3                                                 | 30 марта 2003                                     | Бурунди                                           | 1:0                                               | —                                                 | Отборочные матчи КАН-2004                         |                                                   |
| 4                                                 | 30 апреля 2003                                    | Марокко                                           | 1:0                                               | —                                                 | Товарищеский матч                                 |                                                   |
| 5                                                 | 8 июня 2003                                       | Бурунди                                           | 6:1                                               | 7′, 27′ (пен.), 32′                               | Отборочные матчи КАН-2004                         |                                                   |
| 6                                                 | 22 июня 2003                                      | ЮАР                                               | 1:2                                               | —                                                 | Отборочные матчи КАН-2004                         |                                                   |
| 7                                                 | 10 сентября 2003                                  | Тунис                                             | 2:3                                               | —                                                 | Товарищеский матч                                 |                                                   |
| 8                                                 | 15 ноября 2003                                    | Сенегал                                           | 0:1                                               | —                                                 | Товарищеский матч                                 |                                                   |
| 9                                                 | 31 марта 2004                                     | Тунис                                             | 2:0                                               | 34′, 65′                                          | Товарищеский матч                                 |                                                   |
| 10                                                | 28 апреля 2004                                    | Гвинея                                            | 4:2                                               | 8′                                                | Товарищеский матч                                 |                                                   |
| 11                                                | 6 июня 2004                                       | Ливия                                             | 2:0                                               | 63′ (пен.)                                        | Отборочные матчи ЧМ-2006                          |                                                   |
| 12                                                | 20 июня 2004                                      | Египет                                            | 2:1                                               | 75′                                               | Отборочные матчи ЧМ-2006                          |                                                   |
| 13                                                | 4 июля 2004                                       | Камерун                                           | 0:2                                               | —                                                 | Отборочные матчи ЧМ-2006                          |                                                   |
| 14                                                | 18 августа 2004                                   | Сенегал                                           | 2:1                                               | —                                                 | Товарищеский матч                                 |                                                   |
| 15                                                | 5 сентября 2004                                   | Судан                                             | 5:0                                               | 12′ (пен.)                                        | Отборочные матчи ЧМ-2006                          |                                                   |
| 16                                                | 27 марта 2005                                     | Бенин                                             | 3:0                                               | 19′, 59′                                          | Отборочные матчи ЧМ-2006                          |                                                   |
| 17                                                | 3 июня 2005                                       | Ливия                                             | 0:0                                               | —                                                 | Отборочные матчи ЧМ-2006                          |                                                   |
| 18                                                | 19 июня 2005                                      | Египет                                            | 2:0                                               | 42′, 49′                                          | Отборочные матчи ЧМ-2006                          |                                                   |
| 19                                                | 17 августа 2005                                   | Франция                                           | 0:3                                               | —                                                 | Товарищеский матч                                 |                                                   |
| 20                                                | 4 сентября 2005                                   | Камерун                                           | 2:3                                               | 38′, 47′                                          | Отборочные матчи ЧМ-2006                          |                                                   |
| 21                                                | 8 октября 2005                                    | Судан                                             | 3:1                                               | —                                                 | Отборочные матчи ЧМ-2006                          |                                                   |
| 22                                                | 12 ноября 2005                                    | Румыния                                           | 2:1                                               | —                                                 | Товарищеский матч                                 |                                                   |
| 23                                                | 16 ноября 2005                                    | Италия                                            | 1:1                                               | 69′                                               | Товарищеский матч                                 |                                                   |
| 24                                                | 17 января 2006                                    | Иордания                                          | 2:0                                               | 30′                                               | Товарищеский матч                                 |                                                   |
| 25                                                | 21 января 2006                                    | Марокко                                           | 1:0                                               | 37′ (пен.)                                        | КАН-2006. Групповой этап                          |                                                   |
| 26                                                | 24 января 2006                                    | Ливия                                             | 2:1                                               | 10′                                               | КАН-2006. Групповой этап                          |                                                   |
| 27                                                | 4 февраля 2006                                    | Камерун                                           | 1:1                                               | —                                                 | КАН-2006. 1/4 финала                              |                                                   |
| 28                                                | 7 февраля 2006                                    | Нигерия                                           | 1:0                                               | 47′                                               | КАН-2006. 1/2 финала                              |                                                   |
| 29                                                | 10 февраля 2006                                   | Египет                                            | 0:0 (п. 2:4)                                      | —                                                 | КАН-2006. Финал                                   |                                                   |
| 30                                                | 1 марта 2006                                      | Испания                                           | 2:3                                               | —                                                 | Товарищеский матч                                 |                                                   |
| 31                                                | 27 мая 2006                                       | Швейцария                                         | 1:1                                               | —                                                 | Товарищеский матч                                 |                                                   |
| 32                                                | 30 мая 2006                                       | Чили                                              | 1:1                                               | —                                                 | Товарищеский матч                                 |                                                   |
| 33                                                | 4 июня 2006                                       | Словения                                          | 3:0                                               | 35′, 36′                                          | Товарищеский матч                                 |                                                   |
| 34                                                | 10 июня 2006                                      | Аргентина                                         | 1:2                                               | 82′                                               | ЧМ-2006. Групповой этап                           |                                                   |
| 35                                                | 16 июня 2006                                      | Нидерланды                                        | 1:2                                               | —                                                 | ЧМ-2006. Групповой этап                           |                                                   |
| 36                                                | 16 августа 2006                                   | Сенегал                                           | 0:1                                               | —                                                 | Товарищеский матч                                 |                                                   |
| 37                                                | 8 октября 2006                                    | Габон                                             | 5:0                                               | —                                                 | Отборочные матчи КАН-2008                         |                                                   |
| 38                                                | 15 ноября 2006                                    | Швеция                                            | 1:0                                               | 37′                                               | Товарищеский матч                                 |                                                   |
| 39                                                | 6 февраля 2007                                    | Гвинея                                            | 1:0                                               | 75′                                               | Товарищеский матч                                 |                                                   |
| 40                                                | 21 марта 2007                                     | Маврикий                                          | 3:0                                               | —                                                 | Товарищеский матч                                 |                                                   |
| 41                                                | 25 марта 2007                                     | Мадагаскар                                        | 3:0                                               | —                                                 | Отборочные матчи КАН-2008                         |                                                   |
| 42                                                | 3 июня 2007                                       | Мадагаскар                                        | 5:0                                               | 86′                                               | Отборочные матчи КАН-2008                         |                                                   |
| 43                                                | 22 августа 2007                                   | Египет                                            | 0:0                                               | —                                                 | Товарищеский матч                                 |                                                   |
| 44                                                | 17 октября 2007                                   | Австрия                                           | 2:3                                               | 53′, 90′                                          | Товарищеский матч                                 |                                                   |
| 45                                                | 17 ноября 2007                                    | Ангола                                            | 1:2                                               | —                                                 | Товарищеский матч                                 |                                                   |
| 46                                                | 21 ноября 2007                                    | Катар                                             | 6:1                                               | —                                                 | Товарищеский матч                                 |                                                   |
| 47                                                | 12 января 2008                                    | Кувейт                                            | 2:0                                               | 42′                                               | Товарищеский матч                                 |                                                   |
| 48                                                | 21 января 2008                                    | Нигерия                                           | 1:0                                               | —                                                 | КАН-2008. Групповой этап                          |                                                   |
| 49                                                | 25 января 2008                                    | Бенин                                             | 4:1                                               | 40′                                               | КАН-2008. Групповой этап                          |                                                   |
| 50                                                | 29 января 2008                                    | Мали                                              | 3:0                                               | 9′                                                | КАН-2008. Групповой этап                          |                                                   |
| 51                                                | 3 февраля 2008                                    | Гвинея                                            | 5:1                                               | 70′                                               | КАН-2008. 1/4 финала                              |                                                   |
| 52                                                | 7 февраля 2008                                    | Египет                                            | 1:4                                               | —                                                 | КАН-2008. 1/2 финала                              |                                                   |
| 53                                                | 9 февраля 2008                                    | Гана                                              | 2:4                                               | —                                                 | КАН-2008. Матч за 3-е место                       |                                                   |
| 54                                                | 19 ноября 2008                                    | Израиль                                           | 2:2                                               | —                                                 | Товарищеский матч                                 |                                                   |
| 55                                                | 11 февраля 2009                                   | Турция                                            | 1:1                                               | 90′                                               | Товарищеский матч                                 |                                                   |
| 56                                                | 29 марта 2009                                     | Малави                                            | 5:0                                               | 6′ (пен.), 27′                                    | Отборочные матчи ЧМ-2010                          |                                                   |
| 57                                                | 7 июня 2009                                       | Гвинея                                            | 2:1                                               | —                                                 | Отборочные матчи ЧМ-2010                          |                                                   |
| 58                                                | 20 июня 2009                                      | Буркина-Фасо                                      | 3:2                                               | 70′                                               | Отборочные матчи ЧМ-2010                          |                                                   |
| 59                                                | 5 сентября 2009                                   | Буркина-Фасо                                      | 5:0                                               | 48′, 64′                                          | Отборочные матчи ЧМ-2010                          |                                                   |
| 60                                                | 10 октября 2009                                   | Малави                                            | 1:1                                               | 67′                                               | Отборочные матчи ЧМ-2010                          |                                                   |
| 61                                                | 4 января 2010                                     | Танзания                                          | 1:0                                               | 39′                                               | Товарищеский матч                                 |                                                   |
| 62                                                | 7 января 2010                                     | Руанда                                            | 2:0                                               | —                                                 | Товарищеский матч                                 |                                                   |
| 63                                                | 11 января 2010                                    | Буркина-Фасо                                      | 0:0                                               | —                                                 | КАН-2010. Групповой этап                          |                                                   |
| 64                                                | 15 января 2010                                    | Гана                                              | 3:1                                               | 90′                                               | КАН-2010. Групповой этап                          |                                                   |
| 65                                                | 24 января 2010                                    | Алжир                                             | 2:3                                               | —                                                 | КАН-2010. 1/4 финала                              |                                                   |
| 66                                                | 3 марта 2010                                      | Республика Корея                                  | 0:2                                               | —                                                 | Товарищеский матч                                 |                                                   |
| 67                                                | 30 мая 2010                                       | Парагвай                                          | 2:2                                               | 53′                                               | Товарищеский матч                                 |                                                   |
| 68                                                | 4 июня 2010                                       | Япония                                            | 2:0                                               | —                                                 | Товарищеский матч                                 |                                                   |
| 69                                                | 15 июня 2010                                      | Португалия                                        | 0:0                                               | —                                                 | ЧМ-2010. Групповой этап                           |                                                   |
| 70                                                | 20 июня 2010                                      | Бразилия                                          | 1:3                                               | 79′                                               | ЧМ-2010. Групповой этап                           |                                                   |
| 71                                                | 25 июня 2010                                      | КНДР                                              | 3:0                                               | —                                                 | ЧМ-2010. Групповой этап                           |                                                   |
| 72                                                | 8 февраля 2011                                    | Мали                                              | 1:0                                               | —                                                 | Товарищеский матч                                 |                                                   |
| 73                                                | 27 марта 2011                                     | Бенин                                             | 2:1                                               | 45′, 75′                                          | Отборочные матчи КАН-2012                         |                                                   |
| 74                                                | 5 июня 2011                                       | Бенин                                             | 6:2                                               | 20′, 74′ (пен.)                                   | Отборочные матчи КАН-2012                         |                                                   |
| 75                                                | 10 августа 2011                                   | Израиль                                           | 4:3                                               | 81′                                               | Товарищеский матч                                 |                                                   |
| 76                                                | 9 октября 2011                                    | Бурунди                                           | 1:0                                               | —                                                 | Отборочные матчи КАН-2012                         |                                                   |
| 77                                                | 13 января 2012                                    | Тунис                                             | 2:0                                               | 48′ (пен.)                                        | Товарищеский матч                                 |                                                   |
| 78                                                | 16 января 2012                                    | Ливия                                             | 1:0                                               | —                                                 | Товарищеский матч                                 |                                                   |
| 79                                                | 22 января 2012                                    | Судан                                             | 1:0                                               | 39′                                               | КАН-2012. Групповой этап                          |                                                   |
| 80                                                | 26 января 2012                                    | Буркина-Фасо                                      | 2:0                                               | —                                                 | КАН-2012. Групповой этап                          |                                                   |
| 81                                                | 30 января 2012                                    | Ангола                                            | 2:0                                               | —                                                 | КАН-2012. Групповой этап                          |                                                   |
| 82                                                | 4 февраля 2012                                    | Экваториальная Гвинея                             | 3:0                                               | 36′, 69′                                          | КАН-2012. 1/4 финала                              |                                                   |
| 83                                                | 8 февраля 2012                                    | Мали                                              | 1:0                                               | —                                                 | КАН-2012. 1/2 финала                              |                                                   |
| 84                                                | 12 февраля 2012                                   | Замбия                                            | 0:0 (п. 7:8)                                      | —                                                 | КАН-2012. Финал                                   |                                                   |
| 85                                                | 2 июня 2012                                       | Танзания                                          | 2:0                                               | 76′                                               | Отборочные матчи ЧМ-2014                          |                                                   |
| 86                                                | 9 июня 2012                                       | Марокко                                           | 2:2                                               | —                                                 | Отборочные матчи ЧМ-2014                          |                                                   |
| 87                                                | 15 августа 2012                                   | Россия                                            | 1:1                                               | —                                                 | Товарищеский матч                                 |                                                   |
| 88                                                | 8 сентября 2012                                   | Сенегал                                           | 4:2                                               | 81′ (пен.)                                        | Отборочные матчи КАН-2013                         |                                                   |
| 89                                                | 13 октября 2012                                   | Сенегал                                           | 2:0                                               | 51′, 68′ (пен.)                                   | Отборочные матчи КАН-2013                         |                                                   |
| 90                                                | 14 ноября 2012                                    | Австрия                                           | 3:0                                               | 61′                                               | Товарищеский матч                                 |                                                   |
| 91                                                | 14 января 2013                                    | Египет                                            | 4:2                                               | —                                                 | Товарищеский матч                                 |                                                   |
| 92                                                | 22 января 2013                                    | Того                                              | 2:1                                               | —                                                 | КАН-2013. Групповой этап                          |                                                   |
| 93                                                | 26 января 2013                                    | Тунис                                             | 3:0                                               | —                                                 | КАН-2013. Групповой этап                          |                                                   |
| 94                                                | 30 января 2013                                    | Алжир                                             | 2:2                                               | 77′                                               | КАН-2013. Групповой этап                          |                                                   |
| 95                                                | 3 февраля 2013                                    | Нигерия                                           | 1:2                                               | —                                                 | КАН-2013. 1/4 финала                              |                                                   |
| 96                                                | 14 августа 2013                                   | Мексика                                           | 1:4                                               | 83′ (пен.)                                        | Товарищеский матч                                 |                                                   |
| 97                                                | 7 сентября 2013                                   | Марокко                                           | 1:1                                               | 61′ (пен.)                                        | Отборочные матчи ЧМ-2014                          |                                                   |
| 98                                                | 12 октября 2013                                   | Сенегал                                           | 3:1                                               | 5′ (пен.)                                         | Отборочные матчи ЧМ-2014                          |                                                   |
| 99                                                | 16 ноября 2013                                    | Сенегал                                           | 1:1                                               | —                                                 | Отборочные матчи ЧМ-2014                          |                                                   |
| 100                                               | 5 марта 2014                                      | Бельгия                                           | 2:2                                               | 74′                                               | Товарищеский матч                                 |                                                   |
| 101                                               | 30 мая 2014                                       | Босния и Герцеговина                              | 1:2                                               | 90′                                               | Товарищеский матч                                 |                                                   |
| 102                                               | 4 июня 2014                                       | Сальвадор                                         | 2:1                                               | 42′                                               | Товарищеский матч                                 |                                                   |
| 103                                               | 14 июня 2014                                      | Япония                                            | 2:1                                               | —                                                 | ЧМ-2014. Групповой этап                           |                                                   |
| 104                                               | 19 июня 2014                                      | Колумбия                                          | 1:2                                               | —                                                 | ЧМ-2014. Групповой этап                           |                                                   |
| 105                                               | 24 июня 2014                                      | Греция                                            | 1:2                                               | —                                                 | ЧМ-2014. Групповой этап                           |                                                   |

Итого: 105 матчей / 65 голов; 62 победы, 21 ничья, 22 поражения.

## Личная жизнь и семья
В основном Дрогба старается не распространять информацию о своей личной жизни, семье и детях. Известно, что он женат на малийке Лалле Диаките. Впервые они познакомились в 1995 году, ещё во время выступлений Дидье в составе «Леваллуа». Лалла на несколько лет старше Дидье, и на момент их знакомства у неё уже был ребёнок — Кевин, которого впоследствии Дрогба усыновил. 15 декабря 2000 года родился их первый общий сын — Айзек. Дидье отмечает, что рождение первого ребёнка серьёзно изменило его, заставило повзрослеть. 12 марта 2002 года, спустя сутки после дня рождения самого Дрогба, в его семье появилась дочь — Иман. В мае 2009 года в семье ивуарийца родился ещё один сын — Кейран, а в декабре 2013 года появилась ещё одна дочь — Эмма. Долгое время Дидье и Лалла жили вне брака, их свадьба состоялась лишь в июне 2011 года. Дидье Дрогба исповедует католицизм, он является очень религиозным человеком. Первый сын Дидье, Айзек, пошёл по стопам отца — он стал футболистом, заняв ту же позицию, что и отец — нападающего. Сначала Айзек выступал в академии «Челси», в феврале 2018 года он перешёл в молодёжную команду «Генгама». Спустя три года после этого Айзек отправился в клуб итальянской Серии D «Фольгоре Каратезе». Двое из братьев Дидье тоже стали футболистами, первый — Фредди, второй — Жоэль.

## Благотворительность
Считается, что Дидье Дрогба сыграл немаловажную роль в установлении мира в своей родной стране, Кот-д’Ивуаре. После дебюта в составе национальной сборной Кот-д’Ивуара по футболу в 2002 году Дрогба начал набирать большую популярность у себя на родине. В то время страна разделилась на две части из-за бушевавшей гражданской войны. В 2005 году, после того как ивуарийская сборная впервые в своей истории квалифицировалась на чемпионат мира, Дидье сделал призыв к воюющим сторонам о мире. Это произошло прямо после последнего матча отборочного турнира против Судана. Момент празднования футболистов снимало национальное телевидение, и Дидье спонтанно попросил микрофон у оператора, в который и произнёс речь о желании увидеть мир в своей стране, о том, как она вновь станет единой. Речь Дрогба получила широкое распространение в новостных выпусках, на радио и телевидении. Этот поступок возвысил его в глазах ивуарийского народа, и, как отмечается, в определённой степени повлиял и на стороны конфликта. В марте 2007 года между правительственными и повстанческими силами был подписан мирный договор. Несмотря на это, в стране продолжалась политическая напряжённость, из-за чего Дрогба обратился с просьбой к президенту страны Лорану Гбагбо о разрешении ему официально посетить один из главных городов повстанческих сил — Буаке, для презентации там личной недавно выигранной награды лучшему африканскому футболисту года. Он стал первым ивуарийцем, который получил её. Президент поддержал идею футболиста, согласившись обеспечить ему безопасность во время поездки, которая была проведена 28 марта. Дрогба также предложил провести второй матч группового этапа отборочного турнира Кубка африканских наций 2008 против сборной Мадагаскара в Буаке, эта идея в итоге тоже была реализована. Поединок против Мадагаскара завершился со счётом 5:0, а Дидье забил в нём последний мяч. Данная игра способствовала дальнейшему снижению напряжённости между правительством и повстанцами.
После своего призыва к миру в 2005 году Дрогба решил использовать своё положение во благо общества и занялся благотворительностью. Он стал посещать различные общественные учреждения, такие как интернаты и больницы, поддерживая нуждающихся там людей материально, обеспечивая их необходимыми вещами. В 2007 году Дидье принял решение о создании собственного благотворительного фонда, однако официально он был открыт только в 2010 году, так как к его открытию было необходимо собрать средства и проработать план действий. «Фонд Дидье Дрогба» занимался постройкой крупной больницы в его родном городе, Абиджане, обеспечением школ различными канцелярскими принадлежностями, а также помощью людям, пострадавшим от различных природных катаклизмов. Деятельность этого фонда не ограничивается лишь Кот-д’Ивуаром. В январе 2007 года Дидье стал послом доброй воли по программе развития ООН. Он вошёл в состав группы спортсменов, участвующей в различных акциях по всему миру, целью которых является повышение осведомлённости об определённых насущных проблемах. Дрогба принимал участие в кампаниях ООН, направленных на активизацию усилий по прекращению использования кассетных боеприпасов; привлечению внимания общественности к вооружённому насилию в Африке; борьбу с распространением малярии, а также оказанию помощи странам, пострадавшим от лихорадки Эбола. В 2009 году Дидье вместе с компанией Nike и вокалистом группы U2 Боно в канун Всемирного дня борьбы со СПИДом организовал акцию для информирования людей о данном заболевании, а также туберкулёзе и малярии. В 2010 году журнал Time включил Дрогба в список 100 самых влиятельных людей мира. В 2011 году за свою деятельность по улучшению здравоохранения и установлению мира в Кот-д’Ивуаре Дидье был награждён премией «Гуманность вне спорта». В 2012 году он принял участие в акции по обеспечению безопасности дорожного движения в память Зенани Манделы, правнучки Нельсона Манделы, которая погибла в автокатастрофе. В октябре 2014 года Дрогба выступил на церемонии открытия Всемирного инвестиционного форума в рамках Конференции ООН по торговле и развитию, на которую он был приглашён в связи с положительными результатами работы своего благотворительного фонда. В ноябре того же года Дидье присоединился к акции ФИФА с участием футболистов со всего мира по повышению глобальной осведомлённости о противодействии лихорадке Эбола. В феврале 2018 года Дидье Дрогба, бывший нападающий «Милана» и президент Либерии Джордж Веа, а также французский футболист Килиан Мбаппе встретились с президентом Франции Эммануэлем Макроном, проведя разговор относительно проекта развития спорта в Африке. Также Дрогба дважды принял участие в ежегодном «Матче против бедности»: в 2012 и 2015 годах. В 2015 году Дидье выпустил автобиографию, все полученные средства от продаж которой, по его заявлению, пошли в благотворительный фонд футболиста. В июне 2021 года сеть университетов RUSTA, расположенных в Африке, вручила ивуарийцу почётную докторскую степень, в знак признания его заслуг в благотворительной деятельности.